# Список епізодів телесеріалу «Комісар Рекс»
Список та короткий опис епізодів австрійського (з 2008 р. — італійського) телесеріалу «Комісар Рекс».
| Сезон | Сезон | Епізоди | Роки      |
| ----- | ----- | ------- | --------- |
|       | 1     | 14      | 1994–1995 |
|       | 2     | 15      | 1995–1996 |
|       | 3     | 12      | 1996–1997 |
|       | 4     | 13      | 1998      |
|       | 5     | 13      | 1999      |
|       | 6     | 12      | 2000      |
|       | 7     | 10      | 2001      |
|       | 8     | 13      | 2002–2003 |
|       | 9     | 13      | 2003–2004 |
|       | 10    | 4       | 2004      |
|       | 11    | 8       | 2008      |
|       | 12    | 11      | 2009      |
|       | 13    | 12      | 2011      |
|       | 14    | 12      | 2012      |
|       | 15    | 12      | 2013      |
|       | 16    | 13      | 2014      |

## Сезон 1
| № | Назва                                                                     | Режисер           | Сценаристи              | Дата показу       |
| --- | ------------------------------------------------------------------------- | ----------------- | ----------------------- | ----------------- |
| 1.01 (1) | «Кінцева зупинка — Відень» (нім. Endstation Wien)                         | Хайо Гіс          | Петер Хаєк, Петер Мозер | 10 листопада 1994 |
| У віденському кафе лунає вибух. Гине чиновник — Петро Жуков, торговий представник Росії. У гонитві за терористом Міхаель (провідник і єдиний друг Рекса) вмирає від пострілу в серце. З розплідника, в якому виявляється Рекс, його забирає комісар Ріхард Мозер, який переживає розлучення з дружиною. Удвох вони починають працювати над справою, в якій загинув колишній напарник Рекса.                                                         |                                                                           |                   |                         |                   |
| |                                                                           |                   |                         |                   |
| 1.02 (2) | «Бездоганне вбивство» (нім. Ein perfekter Mord)                           | Хайо Гіс          | Петер Хаєк, Петер Мозер | 17 листопада 1994 |
| Ганс Фельзнер, власник ресторану, несподівано помирає від серцевого нападу. Незабаром з'ясовується, що це було вбивство. Розслідуванням справи доручено зайнятися Мозеру. Тим часом, дружина брата Ганса знайдена мертвою в машині. |                                                                           |                   |                         |                   |
| |                                                                           |                   |                         |                   |
| 1.03 (3) | «Втеча в смерть» (нім. Flucht in den Tod)                                 | Олівер Гіршбіґель | Петер Хаєк, Петер Мозер | 24 листопада 1994 |
| На узбіччі дороги знайдено закляклий труп. Незабаром після цього на звалищі поліція знаходить розчленовані трупи в чорних пластикових пакетах. Доктор Граф виявляє, що у всіх тіл вирізані нирки. Мозер і Рекс беруться за цю справу і потрапляють на чорний ринок людських органів, де Мозер ризикує стати наступною жертвою. |                                                                           |                   |                         |                   |
| |                                                                           |                   |                         |                   |
| 1.04 (4) | «Вбивство літньої пані» (нім. Der Tod der alten Damen)                    | Олівер Гіршбіґель | Петер Хаєк, Петер Мозер | 1 грудня 1994     |
| Літню жінку знаходять вбитою у власній квартирі. Інша жінка літнього віку, Ельфріда Копецкі, що живе через дорогу, помічає вбивцю. Вона отримує телефонний дзвінок з вимогою мовчати. Тим часом, Мозер вирішує зупинити злочинця. |                                                                           |                   |                         |                   |
| |                                                                           |                   |                         |                   |
| 1.05 (5) | «Танок на вулкані» (нім. Tanz auf dem Vulkan)                             | Детлеф Ренфельдт  | Петер Хаєк, Петер Мозер | 8 грудня 1994     |
| Ув'язненому Бореку, що прийшов на прийом до стоматолога, вдається втекти. Мозер виявляє злочинця в балетній школі, де той захопив у заручники викладачку та її учениць. |                                                                           |                   |                         |                   |
| |                                                                           |                   |                         |                   |
| 1.06 (6) | «Шонбруннське вбивство» (нім. Die Tote von Schönbrunn)                    | Детлеф Ренфельдт  | Петер Хаєк, Петер Мозер | 15 грудня 1994    |
| У парку Шонбрунн знаходять тіло молодої жінки. З одягу на ній тільки спідня білизна і пальто. У Мозера двоє підозрюваних: скромний працівник зоопарку, раніше судимий, і лікар, який, як виявляється, знає більше, ніж говорить. |                                                                           |                   |                         |                   |
| |                                                                           |                   |                         |                   |
| 1.07 (7) | «Діагноз: убивство» (нім. Diagnose Mord)                                  | Детлеф Ренфельдт  | Петер Хаєк, Петер Мозер | 22 грудня 1994    |
| Мозер таємно проникає під виглядом пацієнта до психіатричної клініки, в якій один за одним померли кілька пацієнтів. На перший погляд здається, що смерть настала в результаті алкогольного отруєння, але Мозер розуміє, що справа зовсім не в цьому. |                                                                           |                   |                         |                   |
| |                                                                           |                   |                         |                   |
| 1.08 (8) | «Гарний будинок» (нім. Ein feines Haus)                                   | Бодо Фюрнайзен    | Петер Хаєк, Петер Мозер | 29 грудня 1994    |
| У Новий рік двір житлового будинку стає місцем злочину. Знайдено тіло жінки, що наклала на себе руки. Через деякий час поліція виявляє тіло безпритульного чоловіка, побитого до смерті. У ході розслідування Мозер і Рекс приходять до висновку, що за зайвою люб'язністю сусідів криється щось серйозне. |                                                                           |                   |                         |                   |
| |                                                                           |                   |                         |                   |
| 1.09 (9) | «Амок» (нім. Amok)                                                        | Бодо Фюрнайзен    | Петер Хаєк, Петер Мозер | 5 січня 1995      |
| Після автомобільної аварії Штефан Ланц потрапляє до лікарні. Там, переглянувши свій медичний висновок, Штефан з'ясовує, що він ВІЛ-інфікований. Штефан втікає з лікарні, маючи намір вбити всіх, з ким у нього були стосунки. |                                                                           |                   |                         |                   |
| |                                                                           |                   |                         |                   |
| 1.10 (10) | «Перша премія» (нім. Der erste Preis)                                     | Олівер Гіршбіґель | Петер Хаєк, Петер Мозер | 12 січня 1995     |
| 12-річна дівчинка Рената Вагнер знайдена мертвою після відвідування фортепіанного концерту. Незабаром після цього зникає інша піаністка, Кріста Штробль, яку також виявляють мертвою. Мозеру доводиться діяти швидко, щоб запобігти черговому вбивству маленької дівчинки. |                                                                           |                   |                         |                   |
| |                                                                           |                   |                         |                   |
| 1.11 (11) | «Смертельні Тедді» (нім. Tödliche Teddys)                                 | Олівер Гіршбіґель | Петер Хаєк, Петер Мозер | 19 січня 1995     |
| У вітрині іграшкового магазину вибухає іграшковий ведмедик. Поліція намагається з'ясувати, з якою метою в іграшку встановили вибуховий пристрій. |                                                                           |                   |                         |                   |
| |                                                                           |                   |                         |                   |
| 1.12 (12) | «Принесіть мені голову Бетховена» (нім. Bring mir den Kopf von Beethoven) | Олівер Гіршбіґель | Петер Хаєк, Петер Мозер | 26 січня 1995     |
| Глибокої ночі з міського кладовища двоє злодіїв крадуть череп Бетховена. На наступний день випадковий перехожий, фотограф, зауважує, що могильна плита зрушена. Поліції необхідно знайти вкрадений череп, доки він не зник назавжди. |                                                                           |                   |                         |                   |
| |                                                                           |                   |                         |                   |
| 1.13 (13) | «Під вулицями Відня» (нім. Unter den Straßen von Wien)                    | Олівер Гіршбіґель | Петер Хаєк, Петер Мозер | 2 лютого 1995     |
| У стічній канаві знаходять сумку з частинами людського тіла. Кисті рук і голова відсутні — жодних зачіпок. Кинути сумку в канал можна було де завгодно, практично в будь-якому районі міста. Через деякий час знову виловлюють сумку, в якій знаходиться тулуб. На ньому уважний доктор Граф виявляє татуювання у вигляді скорпіона. У картотеці група Мозера знаходить досьє на Йозефа Гартмана, грабіжника банків, який мав ідентичне татуювання. |                                                                           |                   |                         |                   |
| |                                                                           |                   |                         |                   |
| 1.14 (14) | «Постріли у Рекса» (нім. Schüsse auf Rex)                                 | Вольфганг Дікманн | Петер Хаєк, Петер Мозер | 9 лютого 1995     |
| Мозер підслуховує розмову, яка має вирішальне значення для розкриття справи. Щоб змусити Мозера відмовитися від дачі показів в суді, спільник вбивці вирішує викрасти Рекса. |                                                                           |                   |                         |                   |
| |                                                                           |                   |                         |                   |

## Сезон 2
| № | Назва                                                    | Режисер           | Сценаристи                              | Дата показу       |
| --- | -------------------------------------------------------- | ----------------- | --------------------------------------- | ----------------- |
| 2.01 (15) | «Німі крики» (нім. Stumme Schreie)                       | Удо Вітте         | Петер Хаєк, Петер Мозер                 | 19 жовтня 1995    |
| Компанія молодих дівчат загубилася на карнавалі. Після їх повернення виявилося, що дівчата зазнали сексуального насильства. Батько однієї з тих, хто вижили, переконав Мозера триматися подалі від його дочки. Але Мозер, наполігши на своєму, залишив Рекса поруч в лікарні з потерпілою, а сам вирушив на пошуки маніяка, щоб запобігти черговому злочину.                                                                                 |                                                          |                   |                                         |                   |
| |                                                          |                   |                                         |                   |
| 2.02 (16) | «Криваві сліди» (нім. Blutspuren)                        | Удо Вітте         | Петер Хаєк, Петер Мозер                 | 27 жовтня 1995    |
| Мозер нарешті заселяється в новий будинок, оскільки в його квартирі не було місця для Рекса. Йому доручено розслідувати вбивство чоловіка, знайденого на залізничних шляхах і, очевидно, задавленого потягом. Тим не менш, доктор Граф переконує Мозера, що чоловік був убитий до того, як потрапив під потяг. |                                                          |                   |                                         |                   |
| |                                                          |                   |                                         |                   |
| 2.03 (17) | «Убивче літо» (нім. Ein mörderischer Sommer)             | Удо Вітте         | Петер Хаєк, Петер Мозер                 | 2 листопада 1995  |
| На березі річки знайдено тіла двох молодих людей. Щоб розкрити справу, Мозер вирішує «ловити на живця». Разом зі своєю колегою Елізабет Бем вони вдають з себе закохану пару, яка приїхала відпочити на річку. Рекс ховається в кущах, щоб у разі небезпеки допомогти господарю впіймати вбивцю. Проте час йде, а вбивця не з'являється. Мозер починає сумніватися, що їм коли-небудь вдасться його знайти.                                  |                                                          |                   |                                         |                   |
| |                                                          |                   |                                         |                   |
| 2.04 (18) | «Смертельна спокуса» (нім. Tödliche Verführung)          | Вольфганг Дікманн | Петер Хаєк, Петер Мозер                 | 9 листопада 1995  |
| У номері готелю знайдений труп чоловіка. Поліція з'ясовує, що за кілька днів до вбивства той віддав у проявку плівку, на якій зображені інші чоловіки. Мозер дізнається, що вбитий був геєм, і задається питанням: чи пов'язане вбивство з орієнтацією жертви чи справа у тих фотографіях, які він зробив? |                                                          |                   |                                         |                   |
| |                                                          |                   |                                         |                   |
| 2.05 (19) | «Смерть у масці» (нім. Der maskierte Tod)                | Герман Цшохе      | Петер Хаєк, Петер Мозер                 | 16 листопада 1995 |
| У салоні краси вбивають жінку — просто в кабінці. Інша відвідувачка бачила, як з кабінки виходила клієнтка, але описати її точно не може: всі відвідувачки салону в однакових халатах, на головах рушник, на обличчях товстий шар крему. Подруга убитої, фрау Вільке, стверджує, що у Ренати — так звали вбиту — не було ворогів. |                                                          |                   |                                         |                   |
| |                                                          |                   |                                         |                   |
| 2.06 (20) | «Сліпий свідок» (нім. Die blinde Zeugin)                 | Ганс Вернер       | Петер Хаєк, Петер Мозер                 | 23 листопада 1995 |
| У готелі дівчина-телефоністка чує постріл. Вбивця хоче прибрати свідка, не знаючи про те, що дівчина сліпа. Розслідуючи справу, Мозер змушений покинути місто. Він залишає Рекса захищати дівчину. |                                                          |                   |                                         |                   |
| |                                                          |                   |                                         |                   |
| 2.07 (21) | «Небезпечне полювання» (нім. Gefährliche Jagd)           | Ганс Вернер       | Петер Хаєк, Петер Мозер                 | 30 листопада 1995 |
| Два хлопці замислюють пограбування. Один з них — Еріх Фукс — раніше навчався з Мозером в поліцейській академії. Пограбування вдається — вони нападають на інкасаторів, у перестрілці одного з нападників вбивають, інкасатори поранені, а Еріх втікає з грошима. Мозеру належить зайнятися цією справою і зустрітися з Еріхом один на один.                                                                                                  |                                                          |                   |                                         |                   |
| |                                                          |                   |                                         |                   |
| 2.08 (22) | «Смерть дитини» (нім. Tod eines Kindes)                  | Ганс Вернер       | Петер Хаєк, Петер Мозер                 | 7 грудня 1995     |
| |                                                          |                   |                                         |                   |
| |                                                          |                   |                                         |                   |
| 2.09 (23) | «Знак Сатани» (нім. Im Zeichen des Satans)               | Ганс Вернер       | Петер Хаєк, Петер Мозер                 | 14 грудня 1995    |
| Чотирьох жінок знаходять мертвими, з перерізаним горлом, на відстані 666 метрів одна від одної. Мозер підозрює, що вбивства вчинені сектантами і скоро їм знадобиться наступна жертва. Він починає вивчати магічний культ, храм якого знаходиться неподалік від місця вбивства. |                                                          |                   |                                         |                   |
| |                                                          |                   |                                         |                   |
| 2.10 (24) | «Смертельний аромат» (нім. Duft des Todes)               | Ганс Вернер       | Петер Хаєк, Петер Мозер                 | 21 грудня 1995    |
| Єдиний ключ до розгадки вбивства жінки — виразний запах в її квартирі. Мозер просить свою колегу Елізабет Бем допомогти йому вистежити вбивцю. |                                                          |                   |                                         |                   |
| |                                                          |                   |                                         |                   |
| 2.11 (25) | «Викрадення» (нім. Entführt)                             | Вольфганг Дікманн | Петер Хаєк, Петер Мозер                 | 28 грудня 1995    |
| Літній чоловік був викрадений, а його дружина отримала суворі вказівки від злочинців не зв'язуватися з поліцією. Мозер розслідує смерть іншого чоловіка і випадково дізнається про викрадення. |                                                          |                   |                                         |                   |
| |                                                          |                   |                                         |                   |
| 2.12 (26) | «Смертельна доза» (нім. Tödliche Dosis)                  | Бодо Фюрнайзен    | Петер Хаєк, Олівер Гіршбіґель           | 11 січня 1996     |
| Доктор Хауснер вмирає від інфаркту: хтось вколов йому отруту, якої не витримало серце. Його коханка заявляє, що це справа рук його дружини, але дружина звинувачує її саму. Мозер підозрює, що бігль, якого доктор оглядав останнім, може допомогти йому в розслідуванні. |                                                          |                   |                                         |                   |
| |                                                          |                   |                                         |                   |
| 2.13 (27) | «Три секунди до смерті» (нім. Drei Sekunden bis zum Tod) | Бодо Фюрнайзен    | Мелітта Фітцер, Петер Хаєк, Петер Мозер | 25 січня 1996     |
| На ринку знаходять труп Герхарда Макса, незабаром вбивають шофера Вернера Гределя. Тепер невідомі переслідують його дружину, Ірину. Поліція знаходить машину убитого чоловіка Ірини — в ній перевозили зброю та вибухівку. Саме це шукають бандити, погрожуючи підірвати кафе Ірини. Засмучена жінка розповідає Мозеру, що її чоловік перевозив контрабандну зброю і вибухівку для російської мафії за те, що їй допомогли виїхати з країни. |                                                          |                   |                                         |                   |
| |                                                          |                   |                                         |                   |
| 2.14 (28) | «Над дахами Відня» (нім. Über den Dächern von Wien)      | Олівер Гіршбіґель | Петер Хаєк, Петер Мозер                 | 15 лютого 1996    |
| |                                                          |                   |                                         |                   |
| |                                                          |                   |                                         |                   |
| 2.15 (29) | «Остання справа Штокінґера» (нім. Stockis letzter Fall)  | Олівер Гіршбіґель | Петер Хаєк, Петер Мозер                 | 22 лютого 1996    |
| Непримітний чоловік на ім'я Еван Хаас, озброївшись бритвою, перерізає горло судді просто у будівлі суду. Суддя займалася шлюборозлучним процесом, розділом майна і подібними справами. Через деякий час в підземному гаражі в своєму авто убита лікарка, таким же способом. Група Мозера, підключивши до справи Макса Коха, береться за розслідування.                                                                                       |                                                          |                   |                                         |                   |
| |                                                          |                   |                                         |                   |

## Сезон 3
| № | Назва                                                      | Режисер           | Сценаристи                                            | Дата показу       |
| --- | ---------------------------------------------------------- | ----------------- | ----------------------------------------------------- | ----------------- |
| 3.01 (30) | «Смертельні перегони» (нім. Todesrennen)                   | Олівер Гіршбіґель | Петер Хаєк, Петер Мозер                               | 24 жовтня 1996    |
| Мозер і Рекс займаються розслідуванням вбивства молодого гонщика. У відділі, як і раніше шукають заміну Штокінгеру. Тим часом, у Мозера двоє підозрюваних: дівчина убитого і новий гонщик, Крістіан Шу. |                                                            |                   |                                                       |                   |
| |                                                            |                   |                                                       |                   |
| 3.02 (31) | «Місто, охоплене страхом» (нім. Stadt in Angst)            | Олівер Гіршбіґель | Петер Хаєк, Петер Мозер                               | 31 жовтня 1996    |
| На ковзанці молода дівчина під час сварки з братом падає і вмирає. Поряд з її тілом знаходять напівпорожню банку содової. В іншому місці чоловік, дружина якого вагітна, купує собі содову, а потім також падає і вмирає. Мозер підозрює, що хтось хоче вивести з гри компанію з виробництва газованих напоїв, але показів свідків у нього немає.                                                                                           |                                                            |                   |                                                       |                   |
| |                                                            |                   |                                                       |                   |
| 3.03 (32) | «Смерть у музеї» (нім. Tod im Museum)                      | Олівер Гіршбіґель | Петер Хаєк, Петер Мозер                               | 7 листопада 1996  |
| Мозер і Рекс розслідують смерть людини, і Рексу доводиться працювати під прикриттям, ставши на час музейним експонатом. Мозер виявляє, що в цю справу можуть бути залучений фотограф і один з експонатів. |                                                            |                   |                                                       |                   |
| |                                                            |                   |                                                       |                   |
| 3.04 (33) | «Вбивча пристрасть» (нім. Mörderische Leidenschaft)        | Вольфганг Дікманн | Петер Хаєк, Петер Мозер                               | 14 листопада 1996 |
| Діана Маркус, засуджена за вбивство, використовує чоловіка на ім'я Бергманн, щоб втекти з в'язниці. Бергманн вів з нею листування, поки вона була в ув'язненні, і вважає себе її коханим. Мозер вистежує їх, але Рекс повинен випередити Мозера і переконатися, що більше смертей не буде. |                                                            |                   |                                                       |                   |
| |                                                            |                   |                                                       |                   |
| 3.05 (34) | «Таємниця Анни» (нім. Annas Geheimnis)                     | Вольфганг Дікманн | Петер Хаєк, Петер Мозер                               | 21 листопада 1996 |
| Мозер і Рекс змушені бути присутніми на похороні, щоб запобігти знищенню доказів вбивства. Після того, як тіло Анни було знайдено, аналіз крові показав, що її смерть не була випадковою. Тим часом, Бек намагається зупинити кремацію тіла, наклавши на це судову заборону. |                                                            |                   |                                                       |                   |
| |                                                            |                   |                                                       |                   |
| 3.06 (35) | «Вбивця-лялькар» (нім. Der Puppenmörder)                   | Олівер Гіршбіґель | Петер Хаєк, Петер Мозер                               | 28 листопада 1996 |
| Мартін Вульф, власник магазину іграшок, здається цілком звичайною людиною. Але насправді Вульф приховує жахливу таємницю — він вбиває жінок і робить з них ляльок. Якось на місці злочину його випадково помічає маленька дівчинка. Чи стане вона наступною жертвою, або ж Рексу вдасться її врятувати? |                                                            |                   |                                                       |                   |
| |                                                            |                   |                                                       |                   |
| 3.07 (36) | «Під гіпнозом» (нім. Unter Hypnose)                        | Вольфганг Дікманн | Петер Хаєк, Петер Мозер                               | 5 грудня 1996     |
| |                                                            |                   |                                                       |                   |
| |                                                            |                   |                                                       |                   |
| 3.08 (37) | «У пошуках убитої» (нім. Jagd nach einer Toten)            | Вольфганг Дікманн | Петер Хаєк, Петер Мозер                               | 12 грудня 1996    |
| Каріна Санднер непритомніє на дорозі. Її доставляють в лікарню, де вона вмирає від серцевого нападу. Наступного ранку з'ясовується, що тіло зникло з моргу. |                                                            |                   |                                                       |                   |
| |                                                            |                   |                                                       |                   |
| 3.09 (38) | «Чому помер Ромео?» (нім. Warum starb Romeo)               | Олівер Гіршбіґель | Петер Хаєк, Петер Мозер, Бернхард Шерфль              | 19 грудня 1996    |
| Театральна постановка «Ромео і Джульєтти» опиняється на межі зриву, коли одна з колон на сцені падає і вбиває Ромео. Мозер і Рекс починають розслідування, але воно ускладнюється тим, що ніхто з акторів не погоджується розповісти, як усе було насправді. |                                                            |                   |                                                       |                   |
| |                                                            |                   |                                                       |                   |
| 3.10 (39) | «Янгол на чотирьох лапах» (нім. Ein Engel auf vier Pfoten) | Ганс Вернер       | Петер Хаєк, Петер Мозер                               | 26 грудня 1996    |
| Настає Різдво, і відділок готується до святкової вечірки. На ковзанці Маркус каже своєму батькові, що найкращий подарунок на Різдво — це вся родина разом. Коли батько йде, Маркус міняється місцями з Томмі, щоб відвідати маму. За відсутності Маркуса Томмі викрадають помилково. Ситуація погіршується, коли викрадачі усвідомлюють помилку і вистежують Маркуса. Замість однієї зниклої дитини Мозеру належить знайти Томмі й Маркуса. |                                                            |                   |                                                       |                   |
| |                                                            |                   |                                                       |                   |
| 3.11 (40) | «Смерть на замовлення» (нім. Mord à la carte)              | Олівер Гіршбіґель | Ангеліка Хагер, Петер Хаєк, Петер Мозер, Чак Рендольф | 2 січня 1997      |
| Власник ресторану помирає, випивши за вечерею надзвичайно дорогого вина. Підозра падає на кухаря, Міка Конрада, після того, як Мозер виявляє, що у його дружини був зв'язок із загиблим. |                                                            |                   |                                                       |                   |
| |                                                            |                   |                                                       |                   |
| 3.12 (41) | «Криваві троянди» (нім. Blutrote Rosen)                    | Ганс Вернер       | Петер Хаєк, Петер Мозер                               | 9 січня 1997      |
| Молоду подружню пару знаходять застреленою. Вбивці вистежують професора Дорнера, що займається розробкою нових ліків, і беруть його сім'ю в заручники. Тим часом, Мозер виявив, що вбиті молодята були співробітниками професора і піддавалися переслідуванню. |                                                            |                   |                                                       |                   |
| |                                                            |                   |                                                       |                   |

## Сезон 4
| № | Назва                                                               | Режисер          | Сценаристи                               | Дата показу     |
| --- | ------------------------------------------------------------------- | ---------------- | ---------------------------------------- | --------------- |
| 4.01 (42) | «Похована живцем» (нім. Lebendig begraben)                          | Петер Карпентіер | Петер Хаєк, Петер Мозер, Бернхард Шерфль | 8 січня 1998    |
| Ізабеллу викрав найкращий друг її батька. Мозер починає розслідування, але батько дівчинки відмовляється йому допомагати. Після того, як у викрадача стріляє поліція і він помирає, не встигнувши назвати місце, де захована дівчинка, Рекс виявляється єдиним, хто може врятувати її, поки не запізно. |                                                                     |                  |                                          |                 |
| |                                                                     |                  |                                          |                 |
| 4.02 (43) | «Смерть учня» (нім. Tod eines Schülers)                             | Петер Карпентіер | Петер Хаєк, Петер Мозер, Ральф Вернер    | 15 січня 1998   |
| Викладачку Клаудію Мартін шантажує її учень Стефан, якому вдалося сфотографувати її з іншим учнем, Томом. Стефан знайдений мертвим, і підозри падають на Клаудію і Тома. Мозер починає своє розслідування. |                                                                     |                  |                                          |                 |
| |                                                                     |                  |                                          |                 |
| 4.03 (44) | «Убивчий план» (нім. Ein mörderischer Plan)                         | Петер Карпентіер | Бернхард Шерфль, Петер Хаєк, Петер Мозер | 22 січня 1998   |
| Співробітник транспортної компанії загинув, випавши з вікна. Мозер намагається з'ясувати, було це вбивством або самогубством. З'ясовується, що це вбивство. Відразу починають підозрювати колишнього хлопця дружини убитого, який погрожував його вбити, але насправді він цього не робив. |                                                                     |                  |                                          |                 |
| |                                                                     |                  |                                          |                 |
| 4.04 (45) | «Смерть Мозера» (нім. Mosers Tod)                                   | Ганс Вернер      | Петер Хаєк, Петер Мозер                  | 25 січня 1998   |
| Дві жінки знайдені вбитими в лісі неподалік Відня. Мозер просить психолога Патрісію Нойнхольд допомогти йому вистежити вбивцю. У ході розслідування він несподівано розуміє, що на карту поставлене його життя. |                                                                     |                  |                                          |                 |
| |                                                                     |                  |                                          |                 |
| 4.05 (46) | «Новачок» (нім. Der Neue)                                           | Удо Вітте        | Петер Хаєк, Петер Мозер                  | 1 лютого 1998   |
| Рекс все ще переживає загибель Мозера і шукає підтримки у Бека і Геллерера. Тим часом в річці знаходять тіло, встановити особу загиблого не вдається. Перехожий приносить сумку, в якій поліція виявляє докази злочину. На заміну Мозеру приходить Александр Брандтнер, якому відразу вдається здружитися з Рексом. Цьому сприяє досвід спілкування Алекса з собаками — у нього вже був чотириногий напарник, який загинув під час завдання. |                                                                     |                  |                                          |                 |
| |                                                                     |                  |                                          |                 |
| 4.06 (47) | «Людина з тисячею облич» (нім. Der Mann mit den tausend Gesichtern) | Удо Вітте        | Петер Хаєк, Петер Мозер                  | 5 лютого 1998   |
| Команда Алекса і Рекса зайнята розслідуванням нової справи. У Відні відбулася серія пограбувань банків і супермаркетів. Злочинця не вдається зловити, оскільки він завжди виглядає по-різному. Рекс намагається вистежити грабіжника, і пошуки приводять його та Алекса в зоопарк Шонбрунна. |                                                                     |                  |                                          |                 |
| |                                                                     |                  |                                          |                 |
| 4.07 (48) | «Змова» (нім. Die Verschworung)                                     | Бодо Фюрнайзен   | Петер Хаєк, Петер Мозер, Бернхард Шерфль | 12 лютого 1998  |
| Троє людей збираються разом і вирішують вбити людину, яка їх шантажує. Потім один з них виходить з гри. Чи зможуть Алекс і Рекс розібратися з першим вбивством, щоб запобігти другому? |                                                                     |                  |                                          |                 |
| |                                                                     |                  |                                          |                 |
| 4.08 (49) | «Смертельна пристрасть» (нім. Tödliche Leidenschaft)                | Бодо Фюрнайзен   | Петер Хаєк, Петер Мозер                  | 19 лютого 1998  |
| Курт Краус був убитий в результаті падіння контейнера під час своєї роботи як інженера. В ході розслідування з'ясовується, що дівчина сина Крауса вагітна від його ж батька. |                                                                     |                  |                                          |                 |
| |                                                                     |                  |                                          |                 |
| 4.09 (50) | «Украдене щастя» (нім. Geraubtes Glück)                             | Бодо Фюрнайзен   | Петер Хаєк, Петер Мозер                  | 26 лютого 1998  |
| Неподалік від Відня знайдено тіло няні. Тритижнева дитина, за якою вона доглядала, зникла. Рексу доведеться ризикнути своїм життям, щоб знайти і врятувати дитину. |                                                                     |                  |                                          |                 |
| |                                                                     |                  |                                          |                 |
| 4.10 (51) | «Помста» (нім. Rache)                                               | Петер Карпентіер | Петер Хаєк, Петер Мозер                  | 5 березня 1998  |
| Пітер Ройнер, якого Алекс запроторив за ґрати п'ять років тому, виходить з в'язниці з єдиною метою — помститися. Пітер викрадає Рекса і планує його вбити, але Рексу вдається втекти. Він намагається дістатися до Алекса, поки той зайнятий пошуками Пітера. |                                                                     |                  |                                          |                 |
| |                                                                     |                  |                                          |                 |
| 4.11 (52) | «Підглядач» (нім. Der Voyeur)                                       | Ганс Вернер      | Петер Хаєк, Петер Мозер, Бернхард Шерфль | 12 березня 1998 |
| Альберт Малер любить підглядати за жінками в будинку навпроти з допомогою підзорної труби. Якось увечері, вчергове спостерігаючи за ними, він стає свідком вбивства. Замість того, щоб повідомити про злочин в поліцію, Альберт вирішує шантажувати вбивцю. Чи зможуть Алекс і Рекс розкрити злочин, перш ніж вбивця завдасть новий удар? |                                                                     |                  |                                          |                 |
| |                                                                     |                  |                                          |                 |
| 4.12 (53) | «Останній матч» (нім. Das letzte Match)                             | Ганс Вернер      | Петер Хаєк, Петер Мозер                  | 19 березня 1998 |
| Двоє чоловіків грають у теніс в елітному тенісному клубі. Після гри одного з них вбивають в душовій клубу. Алекс і Рекс розслідують цю справу. Чи вдасться їм знайти злочинця до того, як відбудеться друге вбивство? |                                                                     |                  |                                          |                 |
| |                                                                     |                  |                                          |                 |
| 4.13 (54) | «Небезпечне завдання» (нім. Gefährlicher Auftrag)                   | Ганс Вернер      | Петер Хаєк, Петер Мозер                  | 26 березня 1998 |
| Після того в поліцію надходить інформація про закладену в житловому мікрорайоні бомбу, Алексу доводиться таємно сісти за ґрати. «Втікає» він звідти разом із злочинцем Заком. Алекс і Рекс виявляють бомбу, але відлік уже пішов. |                                                                     |                  |                                          |                 |
| |                                                                     |                  |                                          |                 |

## Сезон 5
| № | Назва                                             | Режисер          | Сценаристи                               | Дата показу     |
| --- | ------------------------------------------------- | ---------------- | ---------------------------------------- | --------------- |
| 5.01 (55) | «Фатальний список» (нім. Die Todesliste)          | Петер Карпентіер | Петер Хаєк, Петер Мозер                  | 28 січня 1999   |
| Міхаеля Фукса звільняють після того, як його співробітниця Рікарда Ліммер звинувачує його в сексуальних домаганнях на робочому місці. Щоб помститися, Міхаель складає список жінок, які чимось його образили, і починає вбивати.                                                                       |                                                   |                  |                                          |                 |
| |                                                   |                  |                                          |                 |
| 5.02 (56) | «Страшна правда» (нім. Furchtbare Wahrheit)       | Петер Карпентіер | Бернхард Шерфль, Петер Хаєк, Петер Мозер | 4 лютого 1999   |
| Під час пограбування ювелірного магазину злочинець вбиває двох продавчинь. Одну вбив через те, що вона хотіла натиснути на червону кнопку, а іншу — через те, що вона впізнала його… |                                                   |                  |                                          |                 |
| |                                                   |                  |                                          |                 |
| 5.03 (57) | «Священик у небезпеці» (нім. Priester in Gefahr)  | Петер Карпентіер | Петер Хаєк, Петер Мозер                  | 11 лютого 1999  |
| На вантажівки з медикаментами здійснений наліт, тіла убитих далекобійників знайдені у Відні. Алекс і Рекс вирушають на пошуки товару в Угорщину, де він безслідно зник. Іржі Боровец наймається водієм однієї з вантажівок, але коли він знаходить у машині тіло, то хоче відмовитися від роботи.      |                                                   |                  |                                          |                 |
| |                                                   |                  |                                          |                 |
| 5.04 (58) | «Невдаха» (нім. Der Verlierer)                    | Міхаель Рібль    | Петер Хаєк, Рігоберт Маєр, Петер Мозер   | 18 лютого 1999  |
| Алекс, Бек і Рекс вирішують політати над Віднем на повітряній кулі. Під час своєї подорожі вони стають свідками пограбування банку і подальшого вбивства перехожого, який спробував затримати одного з грабіжників.                                                                                    |                                                   |                  |                                          |                 |
| |                                                   |                  |                                          |                 |
| 5.05 (59) | «Оманливий зв'язок» (нім. Trugerische Nähe)       | Міхаель Рібль    | Петер Хаєк, Петер Мозер, Бернхард Шерфль | 25 лютого 1999  |
| Поліція розслідує справу про вбивство одруженого чоловіка. В ході роботи з'ясовується, що у вбитого був зв'язок із одруженою жінкою. Розтин дає цікаву інформацію по справі. |                                                   |                  |                                          |                 |
| |                                                   |                  |                                          |                 |
| 5.06 (60) | «Помста Рекса» (нім. Rex rächt sich)              | Олаф Крайнзен    | Петер Хаєк, Петер Мозер                  | 4 березня 1999  |
| У парку знайдено тіло людини, до смерті знівеченої собакою. Однак доктор Граф повідомляє Алексу факт, який його збентежує: розтин показав, що смерть викликана укусами вовка, вимерлого понад 200 років тому.                                                                                          |                                                   |                  |                                          |                 |
| |                                                   |                  |                                          |                 |
| 5.07 (61) | «Сліпа лють» (нім. Blinde Wut)                    | Олаф Крайнзен    | Петер Хаєк, Петер Мозер                  | 11 березня 1999 |
| |                                                   |                  |                                          |                 |
| |                                                   |                  |                                          |                 |
| 5.08 (62) | «Отруйний газ» (нім. Giftgas)                     | Бодо Фюрнайзен   | Петер Хаєк, Петер Мозер                  | 18 березня 1999 |
| Безпритульний Еді Зальцер знайдений мертвим. Щоб розкрити цю справу, Алексу і Рексу необхідно поспілкуватися з іншими бездомними. Тим часом доктор Граф з'ясовує, що смерть настала в результаті отруєння нервово-паралітичним газом. У поліції залишається не так багато часу, щоб розкрити вбивство. |                                                   |                  |                                          |                 |
| |                                                   |                  |                                          |                 |
| 5.09 (63) | «Смертельні секрети» (нім. Tödliches Geheimnisse) | Олаф Крайнзен    | Бернхард Шерфль                          | 25 березня 1999 |
| |                                                   |                  |                                          |                 |
| |                                                   |                  |                                          |                 |
| 5.10 (64) | «Заповіт» (нім. Das Testament)                    | Бодо Фюрнайзен   | Петер Хаєк, Петер Мозер                  | 1 квітня 1999   |
| Таня Каузе отримує в спадок картину, але не знає, що справжній заповіт заховано між картинними рамами. Тим часом, поліція розслідує вбивство Франца Зерера. Чи зможуть Алекс і Рекс дістатися до розгадки таємниці старого містера Штіфта, поки ніхто більше не постраждав?                            |                                                   |                  |                                          |                 |
| |                                                   |                  |                                          |                 |
| 5.11 (65) | «Вбивча іграшка» (нім. Mörderisches Spielzeug)    | Бодо Фюрнайзен   | Петер Хаєк, Петер Мозер, Бернхард Шерфль | 8 квітня 1999   |
| Відомий письменник убитий у себе вдома за допомогою іграшкового радіокерованого вертольота. Рекс і Алекс збираються з'ясувати у видавництві, чи не було це вбивство невдалим рекламним трюком з метою проанонсувати нову книгу. Але загадкові іграшки готові до нових вбивств.                         |                                                   |                  |                                          |                 |
| |                                                   |                  |                                          |                 |
| 5.12 (66) | «Гарячкове полювання» (нім. Hetzjagd)             | Ганс Вернер      | Петер Хаєк, Петер Мозер, Бернхард Шерфль | 15 квітня 1999  |
| Марія Штейн вбита під час пограбування супермаркету, де вона працювала продавчинею. Алекс і Рекс виявляють, що в останні місяці випадки пограбувань у місті почастішали. |                                                   |                  |                                          |                 |
| |                                                   |                  |                                          |                 |
| 5.13 (67) | «Сізі» (нім. Sisi)                                | Ганс Вернер      | Петер Хаєк, Петер Мозер                  | 22 квітня 1999  |
| Молода жінка полюбляє перевтілюватися в імператрицю Єлизавету, Сізі, і в кареті роз'їжджати Віднем. Коли Франц, її кучер, несподівано нападає на неї, вона вбиває його, захищаючись. У паніці жінка тікає, залишивши на місці злочину своє кольє, яке пізніше знаходить Рекс.                          |                                                   |                  |                                          |                 |
| |                                                   |                  |                                          |                 |

## Сезон 6
| № | Назва                                                          | Режисер          | Сценаристи                                       | Дата показу     |
| --- | -------------------------------------------------------------- | ---------------- | ------------------------------------------------ | --------------- |
| 6.01 (68) | «Повний газ» (нім. Vollgas)                                    | Міхаель Рібль    | Петер Хаєк, Петер Мозер                          | 16 лютого 2000  |
| Герберт Бауманн знайдений мертвим в своєму офісі. Він був невиліковно хворий на рак, його діагноз і знайдений поруч пістолет вказують на самогубство. Однак доктор Граф при розтині виявляє докази того, що Герберта вбили.                                                                                                  |                                                                |                  |                                                  |                 |
| |                                                                |                  |                                                  |                 |
| 6.02 (69) | «Діти-втікачі» (нім. Kinder auf der Flucht)                    | Петер Карпентіер | Петер Хаєк, Петер Мозер, Бернхард Шерфль         | 1 березня 2000  |
| Поки Каті і Клаус були на прогулянці, п'яний батько застрелив їхню матір. Їм доводиться втекти з будинку, тому що він збирається вбити і їх, а потім накласти на себе руки. |                                                                |                  |                                                  |                 |
| |                                                                |                  |                                                  |                 |
| 6.03 (70) | «Дитина в небезпеці» (нім. Baby in Gefahr)                     | Міхаель Рібль    | Петер Хаєк, Петер Мозер                          | 8 березня 2000  |
| Ніна готується до повернення в оперу після смерті свого коханого в результаті нещасного випадку. Разом зі своєю маленькою донькою вона намагається повернутися до нормального життя, але дитину раптово викрадають. Чи зможуть Алекс і Рекс знайти і повернути її матері?                                                    |                                                                |                  |                                                  |                 |
| |                                                                |                  |                                                  |                 |
| 6.04 (71) | «Телефонний терор» (нім. Telefonterror)                        | Петер Карпентіер | Петер Хаєк, Петер Мозер                          | 15 березня 2000 |
| В автомобільній катастрофі гине жінка, все вказує на самогубство. Але коли Алекс допитує її чоловіка, той зізнається, що останнім часом дружина отримувала телефонні дзвінки з погрозами. |                                                                |                  |                                                  |                 |
| |                                                                |                  |                                                  |                 |
| 6.05 (72) | «Крижаний холод» (нім. Eiskalt)                                | Міхаель Рібль    | Петер Хаєк, Петер Мозер, Бернхард Шерфль         | 22 березня 2000 |
| Під час хокейного матчу один з гравців падає і вмирає. У кишені загиблого Алекс знаходить шприц з інсуліном. Ця смерть не випадкова, але чи вдасться Алексу і Рексу зловити вбивцю? |                                                                |                  |                                                  |                 |
| |                                                                |                  |                                                  |                 |
| 6.06 (73) | «Братовбивство» (нім. Brudermord)                              | Міхаель Рібль    | Ральф Вернер, Петер Хаєк, Петер Мозер            | 29 березня 2000 |
| Знайдено обгорілий труп. За розслідування беруться Алекс з Рексом. Вони ще не знають, що жертвою став багатій Ганс Томек. Він заробив свої статки в Америці і нещодавно повернувся на батьківщину. Але вдома Ганса чекав його брат-близнюк, що зважився на вбивство в надії на краще життя.                                  |                                                                |                  |                                                  |                 |
| |                                                                |                  |                                                  |                 |
| 6.07 (74) | «Смертельні таро» (нім. Tödliches Tarot)                       | Міхаель Рібль    | Ульріке Мюнх, Ганс Мюнх, Петер Хаєк, Петер Мозер | 5 квітня 2000   |
| Жінка загинула, випавши з вікна офісного будинку. Щоб з'ясувати обставини її смерті, Алексу і Рексу потрібно сходити до ворожки, адже саме вона дала жінці карту таро «Смерть». |                                                                |                  |                                                  |                 |
| |                                                                |                  |                                                  |                 |
| 6.08 (75) | «Місячний вбивця» (нім. Der Vollmondmörder)                    | Ганс Вернер      | Петер Хаєк, Петер Мозер                          | 12 квітня 2000  |
| У Відні орудує серійний маніяк, який вбиває жінок кожний повний місяць. Щоб зловити злочинця, Алекс вистежує його на кладовищі, де той закопує чергове тіло. Однак наступного ранку в місті знаходять нову жертву. |                                                                |                  |                                                  |                 |
| |                                                                |                  |                                                  |                 |
| 6.09 (76) | «Повернення мерця» (нім. Ein Toter kehrt zurück)               | Ганс Вернер      | Петер Хаєк, Петер Мозер, Бернхард Шерфль         | 19 квітня 2000  |
| Кунц повинен розслідувати смерть колишнього колеги. Коли слідство заходить у глухий кут, Алексу і Рексу доводиться спуститися в віденські підвали, щоб там знайти розгадку. |                                                                |                  |                                                  |                 |
| |                                                                |                  |                                                  |                 |
| 6.10 (77) | «Смерть в Інтернеті» (нім. Tod per Internet)                   | Ганс Вернер      | Петер Хаєк, Петер Мозер                          | 26 квітня 2000  |
| Чоловік реєструється в інтернеті на сайті знайомств, а три місяці по тому його знаходять мертвим. У Алекса не вистачає доказів, і щоб розкрити вбивство, він теж реєструється на цьому сайті, готуючись до першої зустрічі.                                                                                                  |                                                                |                  |                                                  |                 |
| |                                                                |                  |                                                  |                 |
| 6.11 (78) | «У гонитві за вічним життям» (нім. Jagd nach dem ewigen Leben) | Бодо Фюрнайзен   | Петер Хаєк, Петер Мозер                          | 3 травня 2000   |
| У Відні проходить виставка на честь відомого вченого-ботаніка 19 століття. Після виставки доглядача музею при Національній Бібліотеці Відня і нащадка вченого знаходять вбитими. Ходили чутки, що вченому вдалося знайти рецепт еліксиру молодості, тому вбивцею міг стати той, хто за будь-яку ціну хотів роздобути рецепт. |                                                                |                  |                                                  |                 |
| |                                                                |                  |                                                  |                 |
| 6.12 (79) | «Кінь вартістю мільйон» (нім. Das Millionenpferd)              | Бодо Фюрнайзен   | Петер Хаєк, Петер Мозер, Петер Зінглер           | 10 травня 2000  |
| У кінному клубі знаходять два трупи: працівника клубу та призового коня. Незабаром після цього викрадають іншого призового коня. Після проведення розтину доктор Граф повідомляє Алексу, що чоловік загинув не в результаті нещасного випадку — його вбили.                                                                  |                                                                |                  |                                                  |                 |
| |                                                                |                  |                                                  |                 |

## Сезон 7
| № | Назва                                                 | Режисер         | Сценаристи                               | Дата показу     |
| --- | ----------------------------------------------------- | --------------- | ---------------------------------------- | --------------- |
| 7.01 (80) | «В останню секунду» (нім. In letzter Sekunde)         | Геральд Лігель  | Петер Хаєк, Петер Мозер                  | 28 березня 2001 |
| В одній з віденських лікарень раптово помирає журналіст — як підозрюють, від серцевого нападу. Але коли Алекс звертається до минулого журналіста, з'ясовується, що той писав про підпільну торгівлю зброєю.                                                                                                |                                                       |                 |                                          |                 |
| |                                                       |                 |                                          |                 |
| 7.02 (81) | «Торговець дітьми» (нім. Die Babydealer)              | Міхаель Рібль   | Петер Хаєк, Петер Мозер, Ральф Вернер    | 4 квітня 2001   |
| Священник знаходить у церкві на вівтарі мертву дитину. Доктор Граф визначає, що причиною смерті стало удушення, а також знаходить в легенях дитини пташине пір'я і послід. Тим часом жінка в розпачі шукає свого сина.                                                                                     |                                                       |                 |                                          |                 |
| |                                                       |                 |                                          |                 |
| 7.03 (82) | «Смерть прекрасна» (нім. Der schöne Tod)              | Міхаель Рібль   | Петер Хаєк, Петер Мозер                  | 11 квітня 2001  |
| Одержимий темою смерті фотограф вбиває одну зі своїх моделей. Сховавши тіло, фотограф вирішує, що він поза підозрою. Тим часом Алекс починає розслідування і дізнається про одного віденського фотографа, чиї фотографії відрізняються особливою похмурістю, а моделі виглядають зовсім як справжні мерці. |                                                       |                 |                                          |                 |
| |                                                       |                 |                                          |                 |
| 7.04 (83) | «Блеф» (нім. Der Bluff)                               | Піт Аріель      | Райнер Хакшток, Петер Хаєк, Петер Мозер  | 18 квітня 2001  |
| У місті скоєно пограбування банку: одна людина вбита, ще одна — взята в заручники. Алекс переглядає записи, зафіксовані камерою спостереження, але не знаходить жодних підказок. Незабаром після цього труп заручника виловлюють з Дунаю.                                                                  |                                                       |                 |                                          |                 |
| |                                                       |                 |                                          |                 |
| 7.05 (84) | «Ризикована угода» (нім. Ein todsicherer Tipp)        | Крістіан Герліц | Петер Хаєк, Петер Мозер                  | 25 квітня 2001  |
| Поліція розслідує вбивство Маріон — студентки-відмінниці, яка підробляла в ескорті, щоб розплатитися за заняття. Алекс з'ясовує, що Маріон була якось пов'язана з торгами на біржі. Поступово йому відкривається жахливий задум, який призвів до її смерті.                                                |                                                       |                 |                                          |                 |
| |                                                       |                 |                                          |                 |
| 7.06 (85) | «Смертельне випробування» (нім. Tödlicher Test)       | Крістіан Герліц | Петер Хаєк, Петер Мозер, Бернхард Шерфль | 2 травня 2001   |
| Алекс і Рекс приступають до нового розслідування. У місті відбуваються два звірячих убивства. На перший погляд, вони ніяк не пов'язані один з одним, і в поліції немає жодних зачіпок. Чи зможуть напарники знайти вбивцю?                                                                                 |                                                       |                 |                                          |                 |
| |                                                       |                 |                                          |                 |
| 7.07 (86) | «Одержимий» (нім. Besessen)                           | Піт Аріель      | Петер Хаєк, Петер Мозер                  | 9 травня 2001   |
| Студентка Габріель знайдена мертвою. Алекс і Рекс підозрюють її хлопця Пауля, але потім дізнаються кілька цікавих фактів про їх квартирну господиню Тіну. Поступово виявляється, що у цього вбивства був набагато вагоміший мотив.                                                                         |                                                       |                 |                                          |                 |
| |                                                       |                 |                                          |                 |
| 7.08 (87) | «Дівчинка і вбивця» (нім. Das Mädchen und der Mörder) | Піт Аріель      | Петер Хаєк, Петер Мозер, Петер Зінглер   | 16 травня 2001  |
| Фреда виписують з психіатричної лікарні, але його батько дуже не радий поверненню сина додому. Розсердившись, Фред у стані афекту вбиває обох батьків. Коли він намагається позбутися тіл, його помічає Дженніфер. Через деякий час дівчинка зникає…                                                       |                                                       |                 |                                          |                 |
| |                                                       |                 |                                          |                 |
| 7.09 (88) | «Смерть приходила двічі» (нім. Der Tod kam zweimal)   | Бодо Фюрнайзен  | Ангеліка Хагер, Петер Хаєк, Петер Мозер  | 23 травня 2001  |
| Бездомний чоловік, порпаючись у смітті, знаходить тіло. На грудях убитого чоловіка — численні рани. Незабаром з'ясовується, що вбитий — відома модель Марк Райнгард. Розтин показує, що він помер від передозування. Тоді звідки на його тілі рани? Може, хтось намагався вбити його двічі?                |                                                       |                 |                                          |                 |
| |                                                       |                 |                                          |                 |
| 7.10 (89) | «Промені помсти» (нім. Strahlen der Rache)            | Крістіан Герліц | Петер Хаєк, Петер Мозер                  | 30 травня 2001  |
| Відома австрійська поп-співачка Мішу знайдена згорілою живцем у своєму автомобілі. Взявшись за розслідування, Алекс і Рекс з'ясовують, що у неї було чимало ворогів. Головними ж підозрюваними стають Даніель і Патрік — але хто з них є вбивцею? Чи, може, її убив хтось інший?                           |                                                       |                 |                                          |                 |
| |                                                       |                 |                                          |                 |

## Сезон 8
| № | Назва                                                        | Режисер               | Сценаристи                               | Дата показу       |
| --- | ------------------------------------------------------------ | --------------------- | ---------------------------------------- | ----------------- |
| 8.01 (90) | «Поліцейські не цілуються» (нім. Polizisten küsst man nicht) | Хайо Гіс              | Петер Хаєк, Петер Мозер                  | 9 жовтня 2002     |
| Ніккі Герцог влаштувалася на нову роботу, а ще познайомилася з чудовим хлопцем — здається, її життя налагоджується. Яке ж було здивування Ніккі, коли у свій перший робочий день вона дізналася, що її начальник — той самий хлопець, Марк Гоффман. Марку і Ніккі належить їх перше спільне розслідування, але їм ніяк не обійтися без допомоги Рекса — головного детектива Відня. |                                                              |                       |                                          |                   |
| |                                                              |                       |                                          |                   |
| 8.02 (91) | «Виверти за стійкою» (нім. Tricks an der Theke)              | Геральд Лігель        | Петер Хаєк, Петер Мозер                  | 16 жовтня 2002    |
| Бернард Бауманн і його сестра розбагатіли завдяки великій спадщині. Після того, як будинок Бернарда обікрали, забравши гроші, кілька картин і антикварні годинники, а самого його вбили, у Марка, Ніккі і Рекса не залишається сумнівів, що в справі замішана сестра Бернарда. Але чи на правильному вони шляху?                                                                   |                                                              |                       |                                          |                   |
| |                                                              |                       |                                          |                   |
| 8.03 (92) | «Вертикальна смерть» (нім. Senkrecht in den Tod)             | Андреас Прохаска      | Карл-Крістіан Демке, Петер Хаєк          | 23 жовтня 2002    |
| Пізно вночі кілька екстремалів вирішили вчергове ризикнути життям і забратися на стіну Віденської Ратуші. Один з хлопців зривається і розбивається на смерть. Почавши розслідування, Марк і Рекс виявляють, що ніхто зі свідків не хоче говорити. |                                                              |                       |                                          |                   |
| |                                                              |                       |                                          |                   |
| 8.04 (93) | «Свідок з чотирма лапами» (нім. Ein Zeuge auf vier Pfoten)   | Міхаель Рібль         | Карл-Крістіан Демке, Петер Хаєк          | 30 жовтня 2002    |
| Якось вночі молода жінка, Клаудія Фоглер, по дорозі додому підбирає безпритульного собаку. У будинку на неї хтось нападає і душить. Разом із собакою — єдиним свідком вбивства — Рекс намагається знайти вбивцю. |                                                              |                       |                                          |                   |
| |                                                              |                       |                                          |                   |
| 8.05 (94) | «Коли діти хочуть померти» (нім. Wenn Kinder sterben wollen) | Андреас Прохаска      | Петер Хаєк, Ральф Кіндер                 | 6 листопада 2002  |
| Пізно вночі цвинтарем прогулюється жінка в пошуках своєї подруги Сільвії. В цей же час Сільвія стає жертвою злочину. Наступного ранку Марк і Рекс прибувають на місце злочину, де з'ясовується, що одна з жінок покінчила життя самогубством, а інша була убита. |                                                              |                       |                                          |                   |
| |                                                              |                       |                                          |                   |
| 8.06 (95) | «До останньої кулі» (нім. Bis zur letzten Kugel)             | Вільгельм Енгельгардт | Петер Хаєк, Петер Мозер                  | 13 листопада 2002 |
| Поліція організовує облаву на будинок нелегального торговця зброєю. Після того, як чоловіка звільнили під заставу і він повернувся додому, у Відні знаходять труп одного з поліцейських, що брали участь в облаві. |                                                              |                       |                                          |                   |
| |                                                              |                       |                                          |                   |
| 8.07 (96) | «Гріхи мерців» (нім. Die Taten der Toten)                    | Вільгельм Енгельгардт | Петер Хаєк, Бернхард Шерфль              | 20 листопада 2002 |
| Поліція розслідує вбивство ляльковика в театрі маріонеток. Незабаром після цього у Відні вбивають таксиста. На перший погляд здається, що у цих злочинів немає нічого спільного, поки Марк, Рекс і Нікі не з'ясовують, що в обох жертв був один і той же адвокат. |                                                              |                       |                                          |                   |
| |                                                              |                       |                                          |                   |
| 8.08 (97) | «Завжди помирає один» (нім. Einer stirbt immer)              | Міхаель Рібль         | Карл Бенедіктер, Петер Хаєк, Петер Мозер | 27 листопада 2002 |
| У газеті з'являється реклама з загадковими словами «Мистецтво вмирати» («Ars Moriendi»). А в цей час група людей зустрічається в секретному місці, щоб зіграти в російську рулетку, де на кону — людське життя. |                                                              |                       |                                          |                   |
| |                                                              |                       |                                          |                   |
| 8.09 (98) | «Білявка, красуня, небіжчиця» (нім. Blond, hübsch, tot)      | Андреас Прохаска      | Петер Хаєк, Петер Мозер                  | 4 грудня 2002     |
| У Відні орудує серійний маніяк. Як з'ясовують Марк, Ніккі і Рекс, своїх жертв він обирає за зовнішнім виглядом — ними стають тільки красиві блондинки. Поліція підозрює листоношу або кур'єра, але їм знадобиться нюх і кмітливість Рекса, щоб знайти вбивцю. |                                                              |                       |                                          |                   |
| |                                                              |                       |                                          |                   |
| 8.10 (99) | «З днем народження!» (нім. Happy Birthday)                   | Вільгельм Енгельгардт | Петер Хаєк, Петер Мозер                  | 11 грудня 2002    |
| У Марка день народження, і Ніккі йде з роботи раніше, щоб прикрасити його квартиру і підготувати подарунок — тренажер. Але вдома у Марка на неї нападають і беруть в заручники. Тепер Рексу потрібно проникнути в будинок, щоб допомогти Ніккі, а Марку належить зрештою зізнатися їй у своїх почуттях.                                                                            |                                                              |                       |                                          |                   |
| |                                                              |                       |                                          |                   |
| 8.11 (100) | «Любити вбивцю» (нім. Verliebt in einen Mörder)              | Хайо Гіс              | Петер Хаєк, Петер Мозер                  | 18 грудня 2002    |
| ДНК-докази, виявлені на місці злочину, повинні збити з пантелику Ніккі і Марка і відвести підозру від справжнього вбивці. Перш ніж вони знайдуть винного, їм доведеться зіткнутися з іншим вбивством. |                                                              |                       |                                          |                   |
| |                                                              |                       |                                          |                   |
| 8.12 (101) | «Слава за будь-яку ціну» (нім. Berühmt um jeden Preis)       | Хайо Гіс              | Петер Хаєк, Петер Мозер, Бернхард Шерфль | 8 січня 2003      |
| Папараці-любитель намагається сфотографувати знаменитість, але та відмовляє йому. Розлючений фотограф вбиває зірку пляшкою з-під шампанського. Через деякий час фотограф знову починає полювання на знаменитостей. |                                                              |                       |                                          |                   |
| |                                                              |                       |                                          |                   |
| 8.13 (102) | «Прокляття мумії» (нім. Der Fluch der Mumie)                 | Геральд Лігель        | Петер Хаєк, Петер Мозер                  | 15 січня 2003     |
| Віденський музей розміщує оголошення про найм на роботу асистента. Кандидат, молода людина, не підозрює, що його незабаром вб'ють і муміфікують. Його тіло співробітники музею хочуть продати на чорний ринок як єгипетську мумію і виручити за нього великі гроші. Якщо їм це вдасться, число жертв зростатиме.                                                                   |                                                              |                       |                                          |                   |
| |                                                              |                       |                                          |                   |

## Сезон 9
| № | Назва                                                           | Режисер          | Сценаристи                  | Дата показу       |
| --- | --------------------------------------------------------------- | ---------------- | --------------------------- | ----------------- |
| 9.01 (103) | «Замах на Рекса» (нім. Attentat auf Rex)                        | Міхаель Рібль    | Петер Хаєк, Петер Мозер     | 27 листопада 2003 |
| Шість років тому завдяки Рексу до в'язниці потрапив небезпечний злочинець. Опинившись на волі, він мститься Рексу, стріляючи в нього і в Марка: обидва поранені, але Рексу доводиться найважче. А Марк стикається з тим, що в нашому світі життя собаки, навіть такої чудової, як Рекса, цінується набагато нижче від людського.                                                                            |                                                                 |                  |                             |                   |
| |                                                                 |                  |                             |                   |
| 9.02 (104) | «Чому діти повинні страждати» (нім. Wofür Kinder leiden müssen) | Андреас Прохаска | Петер Хаєк, Петер Мозер     | 4 грудня 2003     |
| На звалищі знаходять тіло маленького хлопчика, побитого до смерті. Його, як і інших дітей, нелегальних іммігрантів зі Східної Європи, «господарі» примушували красти і просити милостиню, а за спроби втекти чи відмовитися — били. Один з таких дітей — Ніколай — познайомився з дівчинкою Іріс і вирішив втекти від «господарів». Але їх обох ловлять. Марк, Ніккі і Рекс починають пошуки зниклих дітей. |                                                                 |                  |                             |                   |
| |                                                                 |                  |                             |                   |
| 9.03 (105) | «Голуб Еттріха» (нім. Ettrichs Taube)                           | Геральд Лігель   | Карл Бенедіктер, Петер Хаєк | 11 грудня 2003    |
| Літній чоловік, який займається розведенням голубів, знайдений мертвим у себе вдома. Приступивши до розслідування, Ніккі і Марк з'ясовують, що віденські голуби розносять не тільки пошту. |                                                                 |                  |                             |                   |
| |                                                                 |                  |                             |                   |
| 9.04 (106) | «Вітаміни, щоб померти» (нім. Vitamine zum Sterben)             | Міхаель Рібль    | Петер Хаєк, Петер Мозер     | 18 грудня 2003    |
| Вранці перед роботою жінка, як завжди, прийняла вітаміни. В офісі їй несподівано стало погано, і вона померла — як показав розтин, від серцевого нападу. Марк звертається до фірми-виробника вітамінів, але там заперечують будь-яку причетність до справи. Ніккі і Марк впевнені, що вони щось приховують.                                                                                                 |                                                                 |                  |                             |                   |
| |                                                                 |                  |                             |                   |
| 9.05 (107) | «Ночі у шпиталі» (нім. Nachts im Spital)                        | Андреас Прохаска | Петер Хаєк, Бернхард Шерфль | 15 січня 2004     |
| Вночі з лікарні безслідно зникає пацієнт. Розслідування починає директор лікарні після того, як знаходять тіло пацієнта. ДНК-докази свідчать, що це було вбивство. |                                                                 |                  |                             |                   |
| |                                                                 |                  |                             |                   |
| 9.06 (108) | «Дунайський крокодил» (нім. Das Donaukrokodil)                  | Міхаель Рібль    | Сюзанна Фройнд, Петер Хаєк  | 22 січня 2004     |
| Серія смертей у водах Дунаю переконує Марка, що їх винуватцем є крокодил, але чи можливо це? Доктор Граф з'ясовує, що остання жертва дійсно потонула. Рекс знаходить нові докази, які повертають все з ніг на голову. |                                                                 |                  |                             |                   |
| |                                                                 |                  |                             |                   |
| 9.07 (109) | «Смерть за ґратами» (нім. Eine Tote hinter Gittern)             | Ганс Вернер      | Петер Хаєк, Петер Мозер     | 29 січня 2004     |
| Ніккі отримує листа від жінки, яка відбуває термін за співучасть у злочині. Незабаром після цього Ніккі дізнається, що жінка покінчила життя самогубством, хоча їй залишалося всього півроку до звільнення. Попри незгоду колег, Ніккі проникає у в'язницю під виглядом ув'язненої, щоб з'ясувати правду, але сама опиняється в небезпеці.                                                                  |                                                                 |                  |                             |                   |
| |                                                                 |                  |                             |                   |
| 9.08 (110) | «Опівнічна Ніна» (нім. Nina um Mitternacht)                     | Ганс Вернер      | Петер Хаєк, Петер Мозер     | 5 лютого 2004     |
| Відома радіоведуча Ніна, повертаючись з роботи пізно ввечері на авто, збиває насмерть людину. Вона говорить поліції, що це був нещасний випадок, але розтин показує, що за цією справою криється щось більше, ніж невдалий збіг обставин. |                                                                 |                  |                             |                   |
| |                                                                 |                  |                             |                   |
| 9.09 (111) | «Невдалий постріл» (нім. Schnappschuss)                         | Андреас Прохаска | Петер Хаєк, Ральф Кіндер    | 19 лютого 2004    |
| Катя і Матіас влаштовують фотосесію на покинутому будівництві. Через деякий час після цього там знаходять труп, а Марк знайомиться з літньою жінкою, що живе на цьому ж будівництві і знає, хто вчинив злочин. |                                                                 |                  |                             |                   |
| |                                                                 |                  |                             |                   |
| 9.10 (112) | «Живий труп» (нім. Die Leiche lebte noch)                       | Геральд Лігель   | Петер Хаєк, Петер Мозер     | 26 лютого 2004    |
| На багатого бізнесмена скоєно напад у його власному будинку. Однак злочинець не врахував одного: йому не вдалося вбити свою жертву, а тільки важко поранити. |                                                                 |                  |                             |                   |
| |                                                                 |                  |                             |                   |
| 9.11 (113) | «Відьми та інші жінки» (нім. Hexen und andere Frauen)           | Геральд Лігель   | Карл Бенедіктер, Петер Хаєк | 4 березня 2004    |
| У Відні з'явився новий серійний маніяк. Він вбиває привабливих жінок приблизно 40 років. Поряд з трупами щоразу знаходять якийсь дивний предмет — червоні туфлі або мертву мишу. Марк і Рекс розпочинають розслідування, яке з кожним днем стає все загадковішим. |                                                                 |                  |                             |                   |
| |                                                                 |                  |                             |                   |
| 9.12 (114) | «Ліза і Томас» (нім. Ein Toter und ein Baby)                    | Геральд Лігель   | Петер Хаєк, Бернхард Шерфль | 11 березня 2004   |
| Молодий чоловік знайдений мертвим у своїй квартирі. Напередодні він з друзями влаштував вечірку, так що тепер всі вони — під підозрою, включаючи молоду вагітну жінку. |                                                                 |                  |                             |                   |
| |                                                                 |                  |                             |                   |
| 9.13 (115) | «Його остання неділя» (нім. Sein letzter Sonntag)               | Андреас Прохаска | Сюзанна Фройнд, Петер Хаєк  | 18 березня 2004   |
| Один з мешканців притулку для людей похилого віку гине, впавши з балкона. Доктор Граф відразу ж визначає: це вбивство. Почавши розслідування, Марк і Рекс з'ясовують, що у покійного був поганий характер, за який його дуже не любили багато людей. Але ім'я злочинця стане для поліції справжнім сюрпризом.                                                                                               |                                                                 |                  |                             |                   |
| |                                                                 |                  |                             |                   |

## Сезон 10
| № | Назва                                                         | Режисер          | Сценаристи                                | Дата показу     |
| --- | ------------------------------------------------------------- | ---------------- | ----------------------------------------- | --------------- |
| 10.01 (116) | «E-Mail від вбивці» (нім. E-mail von der Mörderin)            | Андреас Прохаска | Петер Хаєк, Петер Мозер                   | 28 вересня 2004 |
| Пізно ввечері літній чоловік став свідком жахливого вбивства: одна жінка задушила іншу, заховала тіло в багажник і поїхала. Труп виявив Рекс у Віденському лісі. Жертвою виявилася відома модель, чий наречений також був убитий. |                                                               |                  |                                           |                 |
| |                                                               |                  |                                           |                 |
| 10.02 (117) | «Людина без минулого» (нім. Ein Mann ohne Gedächtnis)         | Крістіан Герліц  | Петер Хаєк, Міхаель Клетте, Томас Тойбнер | 5 жовтня 2004   |
| Біля ресторану, де доктор Граф відпочиває з друзями, лунає постріл. В результаті поранення постраждалий чоловік втрачає пам'ять. Він не знає, хто він і чому його переслідують якісь румуни. Пам'ять поступово повертається до нього, і він розуміє, що його дівчина в небезпеці через румунську банду, яка викрадає жінок і відвозить їх до Німеччини як повій. |                                                               |                  |                                           |                 |
| |                                                               |                  |                                           |                 |
| 10.03 (118) | «Нарешті цей нелюд мертвий» (нім. Endlich ist die Bestie tot) | Крістіан Герліц  | Петер Хаєк, Міхаель Клетте, Томас Тойбнер | 12 жовтня 2004  |
| У парку знаходять тіло бізнесмена, Юргена Цартманна. У ході розслідування Марк і Кунц з'ясовують, що підозрюваних у вбивстві відразу кілька, тому що Цартманна ненавиділа вся його сім'я. Тим часом Рекс няньчить крихітне щеня, яке вони з Марком знайшли і назвали на честь Кунца Фріцем.                                                                      |                                                               |                  |                                           |                 |
| |                                                               |                  |                                           |                 |
| 10.04 (119) | «Допінг» (нім. Doping)                                        | Крістіан Герліц  | Петер Хаєк, Петер Мозер                   | 19 жовтня 2004  |
| Один з членів команди з хокею підозрюється у допінгу. Але під час бійки з іншим хокеїстом він падає, вдаряється головою об лід і вмирає. Тим часом Рекса усувають від служби за те, що той нібито штовхнув людину під вантажівку і вбив її. Марк і Кунц роблять все можливе, щоб повернути Рексу його добре ім'я.                                                |                                                               |                  |                                           |                 |
| |                                                               |                  |                                           |                 |

## Сезон 11
| № | Назва                                      | Режисер        | Сценаристи                                         | Дата показу    |
| --- | ------------------------------------------ | -------------- | -------------------------------------------------- | -------------- |
| 11.01 (120) | «Зустріч» (італ. L'incontro)               | Марко Серафіні | Стефано П'яні, Фабріціо Честаро                    | 29 січня 2008  |
| У Відні сталася серія загадкових убивств: вбита банда злодіїв, що промишляли крадіжкою коштовностей. Розслідуючи злочин, віденська поліція приходить до висновку, що справа якось пов'язана з вбивствами в Італії, і залучає до співпраці італійських колег. Інспектор римської поліції Фаббрі дізнається, що для подальшого розслідування на допомогу до нього прибув новий напарник — комісар Рекс.                      |                                            |                |                                                    |                |
| |                                            |                |                                                    |                |
| 11.02 (121) | «Калібр 7.65» (італ. Calibro 7.65)         | Марко Серафіні | Стефано П'яні, Фабріціо Честаро                    | 29 січня 2008  |
| Розслідуючи вбивство в Римі, Фаббрі з подивом дізнається, що вбитий був застрелений з тієї ж зброї, що й жертви попередньої справи. Він зв'язується з інспекторкою Хедль з Віденської поліції: прибувши в Рим, та несподівано закохується в заможного італійського бізнесмена Полідорі. Поступово вона розуміє, що її шанувальник замішаний в обох злочинах — тепер її життя в небезпеці, і врятувати її може тільки Рекс. |                                            |                |                                                    |                |
| |                                            |                |                                                    |                |
| 11.03 (122) | «Китайські тіні» (італ. Ombre cinesi)      | Марко Серафіні | Стефано П'яні, Фабріціо Честаро, Алессандра Аччай  | 5 лютого 2008  |
| |                                            |                |                                                    |                |
| |                                            |                |                                                    |                |
| 11.04 (123) | «Урок мистецтва» (італ. Impara l'arte)     | Марко Серафіні | Стефано П'яні, Джуліо Кальвані, Фабріціо Честаро   | 5 лютого 2008  |
| На вулицях Рима знову неспокійно: жорстоко вбито відомого критика Курта Кастро. Відбитки пальців вказують на Мірко Бертоліні, розсильного. Але чим далі заходить слідство, тим зрозуміліше, що Бертоліні не єдиний підозрюваний: у колишньої дружини Кастро, Глорії, був дуже серйозний мотив для вбивства. |                                            |                |                                                    |                |
| |                                            |                |                                                    |                |
| 11.05 (124) | «Не все золото» (італ. Non è tutt'oro)     | Марко Серафіні | Стефано П'яні, Фабріціо Честаро, Федеріко Фаво     | 12 лютого 2008 |
| Коли Тереза повідомляє своєму коханцеві Франко, що вагітна, той вмовляє її зробити аборт. Але Тереза хоче зберегти вагітність і загрожує розповісти про неї дружині Франко. Вони сильно сваряться, і Франко випадково вбиває її. Почавши розслідування, Фаббрі і Рекс розуміють, що, попри очевидні докази, прямих доказів провини Франко немає.                                                                           |                                            |                |                                                    |                |
| |                                            |                |                                                    |                |
| 11.06 (125) | «Материнська любов» (італ. Mamma chioccia) | Марко Серафіні | Стефано П'яні, Джуліо Кальвані, Фабріціо Честаро   | 12 лютого 2008 |
| У парку знайдено маленького хлопчика без свідомості: його побили, і з голови у нього йде кров. Поліція з'ясовує, що хлопчика поранили в іншому місці, а потім перетягнули в парк. Увагу судмедекспертки Каті Мартеллі привертає одна деталь. |                                            |                |                                                    |                |
| |                                            |                |                                                    |                |
| 11.07 (126) | «Істина в вині» (італ. In vino veritas)    | Марко Серафіні | Стефано П'яні, Фабріціо Честаро, Алессандра Аччіаі | 19 лютого 2008 |
| Фаббрі і Рекс розслідують черговий злочин: вбито власника ресторану, а з самого ресторану зникла партія дорогого вина. У Лоренцо почався роман з Катею, чому дуже не радий Рекс — він ігнорує напарника і воліє спілкуватися з Моріні. |                                            |                |                                                    |                |
| |                                            |                |                                                    |                |
| 11.08 (127) | «Далеко звідси» (італ. Lontano da qui)     | Марко Серафіні | Стефано П'яні, Фабріціо Честаро, Федеріко Фаво     | 19 лютого 2008 |
| Доньку магната Барбару Лоріа викрадають люди в масках. Охоронець Барбари Ріккардо Муцці намагається врятувати її, але отримує кулю від викрадачів і гине. Ріккардо — давній друг Фаббрі, і Лоренцо просто не може залишатися осторонь. |                                            |                |                                                    |                |
| |                                            |                |                                                    |                |

## Сезон 12
| № | Назва                                                 | Режисер        | Сценаристи                             | Дата показу     |
| --- | ----------------------------------------------------- | -------------- | -------------------------------------- | --------------- |
| 12.01 (128) | «Життя у небезпеці» (італ. Vite in pericolo)          | Марко Серафіні | Стефано П'яні, Федеріко Фаво           | 17 березня 2009 |
| Рекс важко поранений в перестрілці між Фаббрі і викраденою Барбарою Лоріа. Його життя в небезпеці, і Лоренцо не знає, чим допомогти своєму «чемпіону». Тим часом один із злочинців, що викрали Барбару, досі на волі. |                                                       |                |                                        |                 |
| |                                                       |                |                                        |                 |
| 12.02 (129) | «Смерть серед дельфінів» (італ. Morte tra i delfini)  | Марко Серафіні | Стефано П'яні, Джуліо Кальвані         | 17 березня 2009 |
| Моніка Б'янкіні, одна із чергових в дельфінарії, знайдена мертвою в басейні. Її колеги в шоці, і лише в одного з них — Ріно — немає алібі. Тим часом Моріні вирішує почати нове життя і купує мотоцикл. |                                                       |                |                                        |                 |
| |                                                       |                |                                        |                 |
| 12.03 (130) | «Школа страху» (італ. La scuola della paura)          | Марко Серафіні | Стефано П'яні, Джуліо Кальвані         | 24 березня 2009 |
| В одну з римських шкіл вривається оскаженілий від люті чоловік і бере клас в заручники, погрожуючи вбити всіх дітей, якщо йому не приведуть вчительку цієї школи — Марію Мастранджело. Життя дітей в небезпеці, і тільки Рексу під силу впоратися із злочинцем. |                                                       |                |                                        |                 |
| |                                                       |                |                                        |                 |
| 12.04 (131) | «Сімейні справи» (італ. Affari di famiglia)           | Марко Серафіні | Стефано П'яні, Альберто Остіні         | 24 березня 2009 |
| Граф Альфонсо Борроміні знайдений мертвим у власному замку. Зовні все виглядає схожим на самогубство: захоплений японською культурою граф зробив собі харакірі. Але родичі графа не згодні з таким вердиктом. |                                                       |                |                                        |                 |
| |                                                       |                |                                        |                 |
| 12.05 (132) | «Мама завжди мама» (італ. La mamma è sempre la mamma) | Марко Серафіні | Стефано П'яні, Альберто Остіні         | 31 березня 2009 |
| Викладачка гри на віолончелі Еліза Донатті вбита — її тіло знайшла подруга, Софія Маріні, яка бачила, як із саду Елізи вибігав якийсь чоловік. Джизелла, їх подруга і мати Фаббрі, наполягає, щоб Лоренцо приїхав в місто вести розслідування. Лоренцо неохоче погоджується, і Рекса чекає знайомство з суворою мамою Фаббрі.                                                                          |                                                       |                |                                        |                 |
| |                                                       |                |                                        |                 |
| 12.06 (133) | «Маскарад» (італ. Masquerade)                         | Марко Серафіні | Стефано П'яні, Джуліо Кальвані         | 31 березня 2009 |
| На фотосесії одна з моделей, Розаріо, несподівано непритомніє і гине. Лікарі констатують смерть від отруєння. Намагаючись спіймати вбивцю, Фаббрі падає і пошкоджує ногу. Поки він на лікарняному, розслідуванням займуться Моріні і Рекс. В ході розслідування з'ясовується, що останнім часом Розаріо захоплювалася небезпечною онлайн-грою, в якій створила героя і спілкувалася з іншими гравцями. |                                                       |                |                                        |                 |
| |                                                       |                |                                        |                 |
| 12.07 (134) | «Остання ставка» (італ. L'ultima scommessa)           | Марко Серафіні | Стефано П'яні, Федеріко Фаво           | 8 квітня 2009   |
| На іподромі знайдено тіло жокея Маруссі: він убитий пострілом у скроню. Незадовго до цього Валлі, гравець, що поставив на коня Маруссі, виграв 300 тисяч євро. Цей виграш здається Фаббрі підозрілим, адже Маруссі був слабким жокеєм і його кінь ніколи не займав призових місць. |                                                       |                |                                        |                 |
| |                                                       |                |                                        |                 |
| 12.08 (135) | «Самотній чоловік» (італ. Un uomo solo)               | Марко Серафіні | Стефано П'яні, Федеріко Фаво           | 8 квітня 2009   |
| Убито Донателлу — журналістку і коханку Філіппо Горі, начальника Фаббрі. Горі стає головним підозрюваним, адже він був у квартирі в момент убивства. Горі виправдовується тим, що міцно спав, прийнявши снодійне, і у Фаббрі є всього 24 години, щоб врятувати боса. |                                                       |                |                                        |                 |
| |                                                       |                |                                        |                 |
| 12.09 (136) | «Колір тиші» (італ. Il colore del silenzio)           | Марко Серафіні | Стефано П'яні, Альберто Остіні         | 13 квітня 2009  |
| Марта Ансельме, психологиня дитячого терапевтичного центру, вбита у власній квартирі, свідком вбивства став її син-аутист Мікеле. Він не може говорити, але раз у раз розкладає на підлозі кольорові кубики в певному порядку — Фаббрі розуміє, що дитина намагається таким чином вказати на вбивцю. Тим часом Катя веде власне розслідування.                                                         |                                                       |                |                                        |                 |
| |                                                       |                |                                        |                 |
| 12.10 (137) | «Розкрадач гробниць» (італ. Il tombarolo)             | Марко Серафіні | Стефано П'яні                          | 13 квітня 2009  |
| Римська поліція розслідує чергову справу: убитий Марко Пагані — безробітна, але дуже заможна людина. Докази приводять Фаббрі до водія вантажівок Фьокке, який працював на Пагані і допомагав йому з перевезенням ящиків з секретним вмістом. |                                                       |                |                                        |                 |
| |                                                       |                |                                        |                 |
| 12.11 (138) | «Останній матч» (італ. L'ultima partita)              | Геральд Лігель | Петер Хаєк, Петер Мозер, Піа Хірцеггер | 12 квітня 2009  |
| Сотні вболівальників з усього світу збираються до Відня на чемпіонат Європи з футболу. Серед них виявляється і серійний маніяк, який вбиває людей, пов'язаних з футболом. Інспектору Кунцу не впоратися одному з цією справою, і він просить про допомогу римську поліцію — і ось Фаббрі та старий друг Рекс першим же рейсом вилітають до нього на допомогу.                                          |                                                       |                |                                        |                 |
| |                                                       |                |                                        |                 |

## Сезон 13
| № | Назва                                                       | Режисер        | Сценаристи                                                           | Дата показу    |
| --- | ----------------------------------------------------------- | -------------- | -------------------------------------------------------------------- | -------------- |
| 13.01 (139) | «Чемпіон» (італ. Il campione)                               | Марко Серафіні | Стефано П'яні, Лука Дзесі                                            | 14 червня 2011 |
| Сеньйор Стефано Бондено знайдений мертвим у власному будинку. Є свідок, але його опис злочинця мало чим може допомогти поліції. У сараї біля будинку Бондено Рекс знаходить папку з фотографіями вбитих дворняг. Жахлива знахідка ще більше заплутує Фаббрі і Моріні. |                                                             |                |                                                                      |                |
| |                                                             |                |                                                                      |                |
| 13.02 (140) | «Кентаври» (італ. Centauri)                                 | Марко Серафіні | Стефано П'яні, Франческо Арланч, Франческо Баллетта                  | 14 червня 2011 |
| На вуличних гонках Стефано Б'янкі, один з мотоциклістів, невдало падає і вмирає по дорозі в лікарню. Смерть гонщика здається нещасним випадком, поки не з'ясовується, що мотоцикл був несправний — хтось навмисне вивів з ладу двигун. Тим часом у квартирі Стефано і його дівчини Фабьоли знаходять наркотики. |                                                             |                |                                                                      |                |
| |                                                             |                |                                                                      |                |
| 13.03 (141) | «Виття» (італ. L'ululato)                                   | Марко Серафіні | Стефано П'яні, Альберто Остіні                                       | 21 червня 2011 |
| На полі для гольфу знайдений труп Енріко ді Вітіса, кардіолога на пенсії і президента гольф-клубу — його побили до смерті ключкою. Завдяки Рексу Фаббрі дізнається, що вбивство сталося біля клубу, а потім труп перевезли на гольф-карі на поле. У руці убитого затиснута брошка — поліція з'ясовує, що вона належить Аніті, дочці вбитого. Ця брошка, а також важкі стосунки Аніти з батьком, роблять її головною підозрюваною у справі.                            |                                                             |                |                                                                      |                |
| |                                                             |                |                                                                      |                |
| 13.04 (142) | «Мій гурт грає рок» (італ. La mia banda suona il rock)      | Марко Серафіні | Стефано П'яні, Джованні Роббіано                                     | 21 червня 2011 |
| Убивство рок-співачки Дарії Джилі — справа особливої важливості, адже вбита була близькою подругою Каті Мартеллі. Рекс знаходить пістолет неподалік від місця злочину. А Лука, менеджер групи, в якій співала Дарія, розповідає поліції, що зовсім недавно він уклав з нею контракт на сольні виступи і виплатив великий аванс. |                                                             |                |                                                                      |                |
| |                                                             |                |                                                                      |                |
| 13.05 (143) | «Лічені хвилини» (італ. Minuti contati)                     | Марко Серафіні | Стефано П'яні, Федеріко Фаво                                         | 28 червня 2011 |
| Італійські спецслужби знаходяться в стані бойової готовності: за останніми даними, у Римі готується теракт. Тим часом, поліція розслідує смерть сеньйора Роккі: первинна версія — передозування, але згодом виявляється, що Роккі був убитий. Цей злочин і можливий теракт пов'язані один з одним, і розкрити обидві справи береться Фаббрі. На допомогу йому приходить полковниця Глорія Савіно.                                                                     |                                                             |                |                                                                      |                |
| |                                                             |                |                                                                      |                |
| 13.06 (144) | «Хоробрі хлопці» (італ. Bravi ragazzi)                      | Марко Серафіні | Стефано П'яні, Алессандро Фаббрі, Валерія Коласанті, Тіціана Мартіні | 28 червня 2011 |
| Тоні Міані, син багатих батьків, з розмахом святкує своє двадцятиріччя. Але дожити до наступного дня народження йому не судилося: під час святкового феєрверку хтось заколює Тоні ножем. Массі, друг Тоні, їде з вечірки. По дорозі він зауважує, що в машині сховався молодший брат Тоні, Федеріко. Федеріко ранить Массі і втікає до лісу. Фаббрі і Рекс розслідують вбивство і шукають зниклого хлопчика.                                                          |                                                             |                |                                                                      |                |
| |                                                             |                |                                                                      |                |
| 13.07 (145) | «Очі кішки» (італ. Occhi di gatto)                          | Марко Серафіні | Стефано П'яні, Джуліо Кальвані                                       | 5 липня 2011   |
| Двоє закоханих стають свідками вбивства графині Клотільди Санфеліче — злочинець викидає її з вікна власного будинку. Головна підозрювана — жінка в лахмітті, яка вибігла з будинку відразу після злочину. Після довгих пошуків Фаббрі знаходить її в бідному кварталі Риму. На його подив, жінка виявляється сестрою-близнючкою убитої графині — Свевою Санфеліче. Але поговорити з нею не вдається — слова Свеви позбавлені будь-якого сенсу.                        |                                                             |                |                                                                      |                |
| |                                                             |                |                                                                      |                |
| 13.08 (146) | «Назва комети» (італ. I nomi delle stelle)                  | Марко Серафіні | Стефано П'яні, Франческо Арланч, Франческо Баллетта                  | 5 липня 2011   |
| До Землі рухається комета Варінеллі, і всього через кілька днів люди зможуть помилуватися одним з найнезвичайніших небесних тіл. Тим часом астроном, який відкрив її, Августо Варінеллі, допізна засиджується на роботі. Утомленим очам необхідні краплі, однак хтось налив у флакончик кислоту замість ліків. Найвідоміший вчений сліпне, і Фаббрі приймається за розслідування — як з'ясовується, навколо Варінеллі завжди було чимало ворогів та інтриг.           |                                                             |                |                                                                      |                |
| |                                                             |                |                                                                      |                |
| 13.09 (147) | «Нерозкрита справа» (італ. Un caso freddo)                  | Марко Серафіні | Стефано П'яні, Альберто Остіні                                       | 12 липня 2011  |
| На вечірці у своєї сусідки Фаббрі знайомиться зі студенткою юридичного факультету Іваною. Наступного дня вона приходить у комісаріат і просить Фаббрі зайнятися розслідуванням справи 17-річної давності. Мати Івани, Міліца, викинулася з вікна, але Івана вважає, що це було вбивство. Фаббрі з нею не згоден, і тоді за справу береться Рекс: він відносить показання судмедекспертизи Гайбі, і той знаходить у них чимало неточностей. Розслідування починається. |                                                             |                |                                                                      |                |
| |                                                             |                |                                                                      |                |
| 13.10 (148) | «Маестро, музику!» (італ. Musica, maestro!)                 | Марко Серафіні | Стефано П'яні, Алессандро Фаббрі, Валерія Коласанті, Тіціана Мартіні | 12 липня 2011  |
| Фаббрі отримує запрошення відвідати концерт знаменитого піаніста Флавіо Бономі. Після концерту вони з кузеном Бономі Антоніо йдуть до маестро, щоб особисто висловити своє захоплення, але, на жаль, їм це не вдається: піаніст убитий у власній гримерці. Біля гримерки Рекс знаходить навушник від плеєра Бономі. Фаббрі починає розслідування. |                                                             |                |                                                                      |                |
| |                                                             |                |                                                                      |                |
| 13.11 (149) | «Зникла дівчина» (італ. La ragazza scomparsa)               | Марко Серафіні | Стефано П'яні, Альберто Остіні, Стефано Судрі                        | 19 липня 2011  |
| Катя запрошує Фаббрі в невеликий морський круїз. Фаббрі їде, залишивши Рекса з Моріні, але у Рекса інші плани: він потай пробирається на борт і вирушає в подорож разом з напарником. Тим часом Катя знайомиться з однією з пасажирок — Анною. Вона стає свідком сварки Анни з її колишнім хлопцем і хоче допомогти дівчині, але та несподівано зникає. |                                                             |                |                                                                      |                |
| |                                                             |                |                                                                      |                |
| 13.12 (150) | «Прокляття Караваджо» (італ. La maledizione del Caravaggio) | Марко Серафіні | Стефано П'яні, Петер Лонер                                           | 19 липня 2011  |
| Відомий мистецтвознавець Гаетано Раньєрі стає жертвою отруєння, він помирає під час роботи на Мальті. В цей же час там опиняються Фаббрі, Моріні і Рекс, які приїхали на конференцію з криміналістики. Горі наполягає, щоб вони допомогли своїм мальтійським колегам. У сумці вбитого знаходять два квитки до Тунісу, а його асистентка Джіанна розповідає, що бачила, як незадовго до смерті професора до нього приходила якась жінка. Фаббрі береться за справу.    |                                                             |                |                                                                      |                |
| |                                                             |                |                                                                      |                |

## Сезон 14
| № | Назва                                                  | Режисер           | Сценаристи                                            | Дата показу       |
| --- | ------------------------------------------------------ | ----------------- | ----------------------------------------------------- | ----------------- |
| 14.01 (151) | «Тіні» (італ. Ombre)                                   | Андреа Костантіні | Флоріан Іверсен, Андреа Костантіні                    | 8 листопада 2012  |
| Молодий чоловік, вигулюючи собаку, випадково знаходить людські рештки. Катя з'ясовує, що це рештки сина голови фармацевтичної компанії Вітторіо Сольферіно, який зник кілька років тому. Тим часом Моріні, у зв'язку з хворобою матері, переїжджає в Мілан — Фаббрі з Рексом важко переживають розставання з другом.                                                                    |                                                        |                   |                                                       |                   |
| |                                                        |                   |                                                       |                   |
| 14.02 (152) | «Серед вовків» (італ. In mezzo ai lupi)                | Андреа Костантіні | Регіне Білефельд                                      | 8 листопада 2012  |
| У рибному магазині в центрі Риму вбивають Сімоне Пазіні: ні його дівчина, ні батьки поняття не мають, хто і за що міг це зробити. Фаббрі починає вивчати особисту справу убитого, паралельно розбираючись із Горі, який знову настроєний проти Рекса. |                                                        |                   |                                                       |                   |
| |                                                        |                   |                                                       |                   |
| 14.03 (153) | «Таємна гра» (італ. Gioco sottobanco)                  | Андреа Костантіні | Даніель Максіміліан, Томас Паулі                      | 15 листопада 2012 |
| Після трагічної смерті Фаббрі Рекс залишається зовсім один. Тим часом, у римській поліції з'являється новий комісар — Давіде Рівера, який не поспішає налагоджувати контакт з Рексом. Його першою справою стане вбивство сеньйори Гроссі — у скоєнні злочину зізнається її власний чоловік, але Рівера не вірить йому.                                                                  |                                                        |                   |                                                       |                   |
| |                                                        |                   |                                                       |                   |
| 14.04 (154) | «Обітниця з минулого» (італ. Una promessa dal passato) | Андреа Костантіні | Андреа Костантіні                                     | 15 листопада 2012 |
| У Римі вбитий Філіппо Мораєс, 20-річний турист з Бразилії. Всі сусіди і знайомі Філіппо здивовані: він був дуже позитивною людиною. За висновками експертизи, Філіппо був убитий з кількох видів зброї. |                                                        |                   |                                                       |                   |
| |                                                        |                   |                                                       |                   |
| 14.05 (155) | «Помста» (італ. Vendetta)                              | Андреа Костантіні | Петер Лонер, Давіде Солінас                           | 22 листопада 2012 |
| Неонацистське угруповання «Біле братство» святкує своє возз'єднання — двох членів угруповання тільки сьогодні звільнили з в'язниці за скоєне ними жорстоке вбивство єгиптянки. Але один із звільнених, Сальваторе Нікастро, так і не з'являється на святкування — його труп знаходять неподалік від його будинку. Що це — помста постраждалих або таємні інтриги всередині угруповання? |                                                        |                   |                                                       |                   |
| |                                                        |                   |                                                       |                   |
| 14.06 (156) | «На глибині» (італ. Profondo Blu)                      | Андреа Костантіні | Алессандро Фаббрі, Валерія Коласанті, Тіціана Мартіні | 22 листопада 2012 |
| Надія італійського спорту, плавець Марко Садіно, помирає просто під час змагання. Лікарі виявляють в його крові ефедрин — допінг, на який у Марко була алергія. Завдання Рівери — з'ясувати, чи сам він прийняв ефедрин помилково або це було вбивство. |                                                        |                   |                                                       |                   |
| |                                                        |                   |                                                       |                   |
| 14.07 (157) | «Будинок з привидами» (італ. La casa degli spiriti)    | Андреа Костантіні | Даніель Максіміліан, Томас Паулі                      | 29 листопада 2012 |
| Колишня дівчина Рівери, Сара, дзвонить йому вночі в сльозах — її хлопець Федеріко повісився на дереві прямо перед її будинком. Рівера їде до неї, але там з подивом виявляє, що тіло зникло — ніби його взагалі не було. Між тим Федеріко розшукують родичі і колеги, і Рівері належить знайти його якнайшвидше.                                                                        |                                                        |                   |                                                       |                   |
| |                                                        |                   |                                                       |                   |
| 14.08 (158) | «Усе в одну ніч» (італ. Tutto in una notte)            | Андреа Костантіні | Федеріко Фаво                                         | 29 листопада 2012 |
| Рівера бере відпустку, але йому доводиться повернутися на роботу заради важливого розслідування. Син багатих батьків, повертаючись з чергової вечірки, знаходить свого батька мертвим у багажнику власного автомобіля. Підозрюваних багато, адже стосунки в сім'ї давно розладналися, та й ворогів у впливового бізнесмена достатньо.                                                   |                                                        |                   |                                                       |                   |
| |                                                        |                   |                                                       |                   |
| 14.09 (159) | «Життя за життя» (італ. Una vita per una vita)         | Марко Серафіні    | Флоріан Іверсен                                       | 6 грудня 2012     |
| У будинку, де живе свідок у важливій справі, лунає вибух. Рівера і Рекс рятують її та ще кількох людей, але жертви все ж є. Справа потерпілої — Валентини Каваллі — стосується одного з італійських банків, що займається злочинною діяльністю. Рівера вирішує допомогти з розслідуванням.                                                                                              |                                                        |                   |                                                       |                   |
| |                                                        |                   |                                                       |                   |
| 14.10 (160) | «Третя людина» (італ. Il terzo uomo)                   | Марко Серафіні    | Даніель Максіміліан, Томас Паулі                      | 6 грудня 2012     |
| У трьох місцях Риму, розташованих неподалік одне від одного, лунають постріли: професійний снайпер вбиває трьох людей майже одночасно. Рівера шукає точку, з якої стріляв снайпер, а його колеги дійшли висновку, що один з пострілів призначався не тій людині. |                                                        |                   |                                                       |                   |
| |                                                        |                   |                                                       |                   |
| 14.11 (161) | «Примара у камуфляжі» (італ. Bandiera a mezz'asta)     | Марко Серафіні    | Джуліо Кальвані                                       | 13 грудня 2012    |
| Рівера і Рекс розслідують вбивство дрібного шахрая Луччо Паренцо. Ніяких зачіпок їм виявити не вдається, поки в розслідування не втручається жінка, яка стверджує, що Паренцо убив її чоловік, який загинув рік тому в Афганістані, але продовжує захищати її. |                                                        |                   |                                                       |                   |
| |                                                        |                   |                                                       |                   |
| 14.12 (162) | «Недосконала симфонія» (італ. Sinfonia imperfetta)     | Марко Серафіні    | Іоле Мазуччі                                          | 13 грудня 2012    |
| Жахлива аварія, в якій гине Карла Джусті, насправді виявляється добре спланованим вбивством. Але хто вбивця — надмірно ревнивий чоловік, коханець, доведений до відчаю, падчерки, яким зовсім не до душі їх мачуха? Рівера і Рекс починають розслідування. |                                                        |                   |                                                       |                   |
| |                                                        |                   |                                                       |                   |

## Сезон 15
| № | Назва                                                       | Режисер           | Сценаристи                                                               | Дата показу    |
| --- | ----------------------------------------------------------- | ----------------- | ------------------------------------------------------------------------ | -------------- |
| 15.01 (163) | «Тигр» (італ. La Tigre)                                     | Марко Серафіні    | Даніель Максиміліан, Томас Паулі, Стефано Ангеле                         | 12 квітня 2013 |
| Комісар Рівера та Рекс розслідують вбивство циркового дресирувальника Маттео Мондреаса, якого під час годування вбив тигр. Смерть здається випадковістю, але Рекс з'ясовує, що хтось розлютив тигра, використавши ультразвуковий свисток.                                                                                 |                                                             |                   |                                                                          |                |
| |                                                             |                   |                                                                          |                |
| 15.02 (164) | «Суперзірка» (італ. Superstar)                              | Марко Серафіні    | Петер Лонер та Стефано Ангелє                                            | 12 квітня 2013 |
| Під час зйомок фільму гине акторка. Рівера починає починає розслідування і незабаром дізнається, що у багатьох був мотив для вбивства. Тим часом Рекс виявляє свої акторські здібності. |                                                             |                   |                                                                          |                |
| |                                                             |                   |                                                                          |                |
| 15.03 (165) | «Майже ідеальний злочин» (італ. Un delitto quasi perfetto)  | Марко Серафіні    | Даніель Максіміліан, Томас Паулі, Стефано Ангелє                         | 19 квітня 2013 |
| У власній сауні гине людина. Рівера і Рекс з'ясовують, що двері у сауну були замкнені та жертва померла від серцевого нападу. Комісар виявляє, що мотив для вбивства був у коханки, брата та дружини. |                                                             |                   |                                                                          |                |
| |                                                             |                   |                                                                          |                |
| 15.04 (166) | «Час не лікує рани» (італ. Il tempo non guarisce le ferite) | Фернандо Мурака   | Регіне Білефельд, Джакопо Фантастішіні, Франческо Фавале                 | 19 квітня 2013 |
| Коли молодий працівник на будівному майданчику падає та розбивається, Рівера та Рекс розуміють, що це не нещасний випадок. Незабаром вони дізнаються, що покійний був іграшкою в руках багатої вдови, поки не закохався в її дочку.                                                                                       |                                                             |                   |                                                                          |                |
| |                                                             |                   |                                                                          |                |
| 15.05 (167) | «Голос у натовпі» (італ. Una voce nella folla)              | Андреа Костантіні | Давіде Солінас                                                           | 26 квітня 2013 |
| Незаконно народжена дочка багатія стає метою змови, коли її зведена сестра хоче вбити її, щоб не ділитися спадщиною батька. Намагаючись врятуватися, дівчина переховується. Тим часом комісар Рівера і Рекс вирушають на пошуки зниклої.                                                                                  |                                                             |                   |                                                                          |                |
| |                                                             |                   |                                                                          |                |
| 15.06 (168) | «Непроханий гість» (італ. L'intruso)                        | Андреа Костантіні | Андреа Костантіні, Даніель Максиміліан, Томас Паулі, Емануела Каноніко   | 26 квітня 2013 |
| Комісар Рівера, його племінниця Сара та Рекс беруть участь у благодійному заході на віллі заможного землевласника, але група людей в масках бере їх у заручники. Злочинці вимагають комбінацію від сейфа, але господареві вдається втекти…                                                                                |                                                             |                   |                                                                          |                |
| |                                                             |                   |                                                                          |                |
| 15.07 (169) | «Двоє чоловіків і дитина» (італ. Due uomini e un bebé)      | Андреа Костантіні | Петер Лонер, Стефано Ангелє, Давіде Солінас                              | 3 травня 2013  |
| Комісар Рівера і Рекс розслідують подвійне вбивство двох чоловіків, та знаходять маленьку дівчинку у вантажівці. Поки іде розслідування, про дитину повинні піклуватися поліцейські. Згодом виявляється, що агентство з усиновлення таємно займається незаконним усиновленням дітей.                                      |                                                             |                   |                                                                          |                |
| |                                                             |                   |                                                                          |                |
| 15.08 (170) | «Провал в пам'яті» (італ. Blackout)                         | Андреа Костантіні | Даніель Максиміліан, Томас Паулі, Джакопо Фантастішіні, Франческо Фавале | 3 травня 2013  |
| У готельному номері був застрелений хлопець, а з вікна цього номера випала дівчина. Вона залишилась живою, але трамва голови призвела до втрати пам'яті. Рівера може покластися тільки на докази та поміч Рекса. |                                                             |                   |                                                                          |                |
| |                                                             |                   |                                                                          |                |
| 15.09 (171) | «Удар в серце» (італ. Un colpo al cuore)                    | Андреа Костантіні | Лука Дзесі                                                               | 10 травня 2013 |
| Дівчина знаходить чоловіка, що був заколотий у спину ножем з емблемою сербської армії та зачинений у багажнику свого авто разом із дружиною. Рівера та Рекс повинні розслідувати цю справу та зосередитися на ножі, що може бути пов'язаний із армією Сербії.                                                             |                                                             |                   |                                                                          |                |
| |                                                             |                   |                                                                          |                |
| 15.10 (172) | «Темна сторона» (італ. Il lato oscuro)                      | Андреа Костантіні | Бернд Швам, Емануела Каноніко, Давіде Солінас                            | 10 травня 2013 |
| Два брати, що мають давні рахунки із Ріверою, викрадають Рекса та вколюють йому феромони, що роблять собаку агресивною. Злодії хочуть використовувати собаку у серії пограбувань. Поліція вважає собаку загрозою для людей та віддає наказ стріляти по ньому. Рівера повинен знайти Рекса раніше, ніж це зробить поліція… |                                                             |                   |                                                                          |                |
| |                                                             |                   |                                                                          |                |
| 15.11 (173) | «Сірий» (італ. Il Grigio)                                   | Андреа Костантіні | Флоріан Іверсен, Лука Дзесі, Андреа Костантіні                           | 17 травня 2013 |
| Комісар Рівера та Рекс натрапили на слід невловимого кілера на прізвисько «Сірий», але вимушені розслідувати справу із давнім знойомим Давіде — комісаром Паоло Міано. Міано також хоче знайти «Сірого», щоб помститися за смерть брата. Але вбивця завжди на крок попереду, бо у нього є інформатор у комісаріаті.       |                                                             |                   |                                                                          |                |
| |                                                             |                   |                                                                          |                |
| 15.12 (174) | «Кровні узи» (італ. Legami di sangue)                       | Андреа Костантіні | Флоріан Іверсен, Давіде Солінас, Стефано Ангелє                          | 17 травня 2013 |
| Відомий політичний діяч вбитий під час мітингу. Поліція вважає, що це теракт, але Рівера так не вважає. |                                                             |                   |                                                                          |                |
| |                                                             |                   |                                                                          |                |

## Сезон 16
| № | Назва                                                           | Режисер              | Сценаристи                               | Дата показу     |
| --- | --------------------------------------------------------------- | -------------------- | ---------------------------------------- | --------------- |
| 16.01 (175) | «Випускний вечір» (італ. Festa di Laurea)                       | Раффаеле Верцілло    | Моніка Запелі                            | 24 лютого 2014  |
| У передмісті Риму знайдено тіло вбитого професора онлайн університету. Він викладав та цікавився культурною антропологією, а також загадковою духовною спільнотою, яку запропонував як тему для дисертації своєму учню. Тим часом Рекса від смерті рятує новий комісар поліції — Марко Терцані. |                                                                 |                      |                                          |                 |
| |                                                                 |                      |                                          |                 |
| 16.02 (176) | «Третій тайм» (італ. Terzo tempo)                               | Марко Серафіні       | Джакопо Фантастішіні та Франческо Фавале | 24 лютого 2014  |
| Президент регбі клубу Єудженіо Сартор був убитий у власному будинку після тренування його команди. Сартор був змушений звернутися до свого брата Маціллі за грошовою допомогою. Тким чином Маціллі став діловим партнером убитого. Комісар Терцані та Рекс підозрюють спочатку одного з гравців, Майкла Ганта, а згодом Мерло — шахрая, який бере участь у скандалах з договірними матчами. Проте Мерло був убитий Маціллі під час спроби викрадання дочки пана Сартор. |                                                                 |                      |                                          |                 |
| |                                                                 |                      |                                          |                 |
| 16.03 (177) | «Гіркий шоколад» (італ. Cioccolata amara)                       | Марко Серафіні       | Андреа Оліва                             | 3 березня 2014  |
| Коли президент шоколадної фабрики Роджеро Оноратті помер після отруєння, з'ївши свого шоколаду, комісар Терцані та Рекс зосереджують своє розслідування на родині чоловіка, де останнім часом виникало багато конфліктів. |                                                                 |                      |                                          |                 |
| |                                                                 |                      |                                          |                 |
| 16.04 (178) | «Кунсткамера» (італ. Wunderkammer)                              | Марко Серафіні       | Франческо Чіоче                          | 3 березня 2014  |
| Під час полювання заможний власник будівельної фірми був убитий пострілом з рушниці. Комісар Терцані та Рекс починають розслідування. |                                                                 |                      |                                          |                 |
| |                                                                 |                      |                                          |                 |
| 16.05 (179) | «Класова боротьба» (італ. Lotta di classe)                      | Фернандо Мурака      | Джанлука Ансонеллі                       | 10 березня 2014 |
| Учитель, що супроводжував студентів під час шкільного туру Римом, приходить скаржитися до комісаріату. Над однією з її учениць хтось жорстоко знущався у готельному номері. Постраждала розповідає комісару Терцані, що над нею знущалася Клара Моретті. Незабаром після цього знаходять труп Клари. Дівчина впала з вікна ванної свого номера в готелі. Те, що спочатку здавалося трагічним випадком, насправді є вбивством.                                           |                                                                 |                      |                                          |                 |
| |                                                                 |                      |                                          |                 |
| 16.06 (180) | «Танго-вбивця» (італ. Tango assassino)                          | Фернандо Мурака      | Міранда Пізіоне                          | 10 березня 2014 |
| Привабливий танцюрист та тренер танго Корадо Фанті був вбитий у своєму танцювальному залі. Його отруіли, а потім обшукали будинок. Під підозрою молоді дівчата, учениці Корадо, адже кожна хотіла танцювати з ним. Комісар Терцані з'ясовує, що і колега Фанті — вчителька танго, також у небезпеці. |                                                                 |                      |                                          |                 |
| |                                                                 |                      |                                          |                 |
| 16.07 (181) | «Меджікленд» (італ. Magicland)                                  | Фернандо Мурака      | Массімо Реале та Антоніо Лауро           | 17 березня 2014 |
| Терцані, Рекс та Монтероссо відпочивають у парку атракціонів «Меджікленд». Але їх відпочинок перериває вбивство, що сталося під час виступу в цьому парку. Вбита Марі, одна із танцюристок. У цій справі замішані ревнощі і суперництво, а також директор парку Массімо Форгієрі, який незаконно продає амфетамін. |                                                                 |                      |                                          |                 |
| |                                                                 |                      |                                          |                 |
| 16.08 (182) | «Ніч без сну» (італ. Notte in bianco)                           | Нікола Перуччі       | Массімо Реале та Антоніо Лауро           | 17 березня 2014 |
| Поліцейський під прикриттям Мікеле Россі потрапив до злочинної організації, але був убитий у засідці. Комісар Терцані, друг загиблого, не підкоряється наказам Горі та починає власне розслідування. Інкогніто Марко та Рекс записуються до приватної клініки, якою заправляє відомий фахівець Невіо Кангелосі. |                                                                 |                      |                                          |                 |
| |                                                                 |                      |                                          |                 |
| 16.09 (183) | «На шматки» (італ. A pezzi)                                     | Раффаеле Верцілло    | Массімо Реале та Антоніо Лауро           | 24 березня 2014 |
| Відомий чиновник був убитий у своїй квартирі. Терцані та Рекс підозрюють його колишню дружину, але вони не знають, що все набагато серйозніше, ніж вони уявляють. |                                                                 |                      |                                          |                 |
| |                                                                 |                      |                                          |                 |
| 16.10 (184) | «Майстри зваблення» (італ. Gli artisti del rimorchio)           | Нікола Перуччі       | Стефано Ангелє                           | 24 березня 2014 |
| Інструктор зі зваблення, відомий своїми курсами, був убитий під час практичного заняття у барі… |                                                                 |                      |                                          |                 |
| |                                                                 |                      |                                          |                 |
| 16.11 (185) | «Льодовиковий період (спеціальна серія)» (італ. L'era glaciale) | Ерхард Ріддльшпергер | Стефан Брунер                            | Заплановано     |
| Комісар поліції міста Мерано Андреас Мітерер ніяк не може прийти до тями після смерті своєї дружини. Його настрій не покращюється, коли йому доповідають, що до нього направлено нового напарника. На здивування поліцейського його «напарником» виявився Рекс. Разом вони повинні розслідувати справу про викрадання онука заможного діда. |                                                                 |                      |                                          |                 |
| |                                                                 |                      |                                          |                 |